# Pancerniki typu Iowa
Pancerniki typu Iowa – sześć pancerników zamówionych przez US Navy w 1939 i 1940 roku do prowadzenia operacji połączonych w ramach tzw. szybkich zespołów floty (Task Force). Cztery z zamówionych (zamówienie na Iowa i New Jersey miało miejsce w lipcu 1939, w czerwcu 1940 zamówiono Missouri i Wisconsin, w lipcu 1940 dwa ostatnie) jednostek ukończono (?) w pierwszym półroczu 1940 roku, a pozostałe dwa zwodowano (Kentucky BB-66 został zwodowany 20 stycznia 1950, Illinois BB-65 nigdy nie został zwodowany), jednak przed zakończeniem ich budowy zrezygnowano z dalszych prac i ostatecznie przeznaczono na złom. Pancerniki typu Iowa były ostatnimi pancernikami zbudowanymi dla Marynarki Wojennej Stanów Zjednoczonych.
Zbudowane bez narzuconych ograniczeń kosztowych i ograniczeń będących następstwem obowiązujących wcześniej traktatów międzynarodowych, jak traktat waszyngtoński, pancerniki typu Iowa były prawdopodobnie najbardziej zaawansowanymi rozwojowo okrętami liniowymi. Jeszcze zanim wprowadzono je do służby, te potężne jednostki były postrzegane jako najważniejsze po lotniskowcach okręty wojenne.
Pancerniki typu Iowa brały udział we wszystkich wojnach prowadzonych przez Stany Zjednoczone w drugiej połowie XX wieku. Podczas II wojny światowej ochraniały lotniskowce i ostrzeliwały japońskie pozycje, a po zakończeniu działań wojennych trafiły do rezerw floty. Podczas wojny koreańskiej przywrócono je do służby w celu zapewnienia wsparcia artyleryjskiego dla sił ONZ walczących z armią Korei Północnej. W 1968 pancernik „New Jersey” został przywrócony do służby i wprowadzony do działań w ramach wojny wietnamskiej ostrzeliwując cele komunistycznych wojsk wietnamskich w Wietnamskiej Strefie Zdemilitaryzowanej. Podczas zimnej wojny wszystkie cztery pancerniki przywrócono do służby jako część 600-okrętowej floty amerykańskiej. W 1991 roku podczas I wojny w Zatoce Perskiej pancerniki „Missouri” i „Wisconsin” ostrzeliwały cele w Iraku za pomocą pocisków rakietowych i artylerii głównej kalibru 406 mm. Pod koniec lat 90. wszystkie cztery jednostki zostały wycofane ze służby i przeniesione do rezerwy. W 2006 oficjalnie wykreślone z Rejestru Okrętów Marynarki Wojennej (ang. Naval Vessel Register).

## Historia
Konstrukcję pancerników typu Iowa ukształtowały wnioski płynące z przebiegu bitwy jutlandzkiej, traktaty dotyczące zbrojeń morskich podpisane w latach dwudziestych i trzydziestych XX wieku oraz potrzeba nadążania za lotniskowcami i chronienia ich przed atakami powietrznymi.
Zatopienie trzech słabo opancerzonych krążowników liniowych Royal Navy w czasie bitwy jutlandzkiej w 1916 skłoniło konstruktorów okrętów liniowych do ulepszenia opancerzenia okrętowego.
Traktat waszyngtoński został zaproponowany przez sekretarza stanu USA Evansa Hughesa i zatwierdzony w listopadzie 1922 w czasie konferencji z udziałem Wielkiej Brytanii, Francji, Włoch i Japonii. Uczestniczące kraje zgodziły się przerwać trwającą już budowę pancerników i krążowników liniowych, ograniczyć wielkość okrętów do 35 000 ton, a kaliber dział do 16 cali (406 mm) oraz zmniejszyć globalny tonaż okrętów liniowych. Traktat londyński wprowadził dalsze ograniczenia budowy pancerników i zakazał konstrukcji nowych do 1937. Oba te układy powstrzymały budowę nowych amerykańskich pancerników i krążowników liniowych.
Na drugiej konferencji londyńskiej w 1936 Cesarstwo Japonii wypowiedziało traktaty ograniczające morskie zbrojenia i wycofało swoich delegatów. Pozostali uczestnicy konferencji ograniczyli wprawdzie kaliber dział pancerników do 14 cali (356 mm), ale ustalili, że jeśli Japonia nie podpisze traktatu do kwietnia 1937, to dozwolone dla wszystkich będzie budowanie pancerników uzbrojonych w działa kalibru 16 cali, maksymalnego dopuszczanego przez traktat waszyngtoński.
W 1935 opracowano empiryczną formułę pozwalającą przewidywać maksymalną prędkość okrętów na bazie badań z pomniejszonymi modelami prowadzonych w specjalnych tunelach wodnych, co umożliwiało opracowanie optymalnego kształtu kadłubów i śrub napędowych. Opracowana formuła wykorzystywała stosunek długości statku wodnego do jego prędkości i po raz pierwszy została wykorzystana przy projektowaniu 12 metrowych jachtów. Początkowo miała postać: Prędkość =√1,408 × długość linii wodnej, ale później dopracowano ją do postaci Prędkość Okrętu Głównego = √długości linii wodnej. Wkrótce okazało się, że wraz ze wzrostem prędkości okrętu powyżej 30 węzłów ze względu na szkodliwe zjawisko kawitacji spada efektywność pędników, dlatego rozpoczęto prace rozwojowe nad nowymi typami śrub.
Pod koniec lat 30. Stany Zjednoczone rozpoczęły budowę pancerników typu North Carolina i South Dakota. Oba typy zaprojektowane zgodnie z ograniczeniami drugiego traktatu londyńskiego były zdolne osiągnąć prędkość 28 węzłów, dość wysoką jak na ówczesne pancerniki, ale zbyt niską, by mogły one działać w ramach szybkich zespołów floty (np. z lotniskowcami czy krążownikami nowej generacji).

### Narodziny typuIowa
Projektowaniu „szybkich pancerników” dodatkowo sprzyjały dane wywiadowcze. Wywiad Marynarki Wojennej USA (United States Navy Intelligence) informował, że znaczna część japońskich pancerników zdolna jest do rozwijania prędkości powyżej 26 w. Oczywistym było, że nowobudowane trzy wielkie okręty liniowe na pewno nie będą wolniejsze, a ich duża wyporność pozwoli dodatkowo na potężne uzbrojenie i opancerzenie. Co więcej, nadal obawiano się zmodernizowanych krążowników typu Kongô, do przechwycenia których prędkość „North Caroliny” i „South Dakoty” wydawała się niewystarczająca, przynajmniej w większości analizowanych sytuacji taktycznych. Oczywistym było również, że grupy lotniskowcowe, zdolne do rozwinięcia i utrzymywania (przez pewien czas) prędkości powyżej 30 w., nie będą musiały dostosowywać się do szybkości pancernika, jeśli ten będzie w stanie wykazać się odpowiednimi osiągami. Nie mniej znaczącą kwestią była tzw. prędkość marszowa przewidziana dla „szybkiego pancernika”. Starsze jednostki były najbardziej ekonomiczne przy prędkości ok. 10-12 w. Dwa najnowsze typy pancerników swój największy zasięg operacyjny uzyskiwały przy prędkości 15-17 w. Taką też wartość przyjęto projektując okręty liniowe typu Iowa. Plany pancerników o wyporności standardowej 45 000 ts opracowywano od 1935, początkowo przewidując budowę jednostek będących powiększoną wersją pancerników typu South Dakota, których rozwój został ograniczony drugim traktatem londyńskim. Po podpisaniu przez Kongres Stanów Zjednoczonych drugiego aktu Vinsona w 1938, amerykańska marynarka wojenna rozpoczęła opracowywanie pancerników o wyporności standardowej 45 000 ts zdolnych do przepłynięcia Kanału Panamskiego, którego szerokość najwęższej śluzy wynosi 33,5 metra. Na bazie wczesnych obliczeń prędkości okrętów i nowo opracowanych twierdzeń o zależności długości linii wodnej do maksymalnej szerokości kadłuba, US Navy sporządziła plany pancernika o maksymalnej szerokości kadłuba wynoszącej 33 metry, która pomnożona przez 7,96 dała długość linii wodnej 262 metry, co z kolei miało pozwolić na osiągnięcie prędkości 34,9 węzłów. Okręty te charakteryzowały się wydłużoną częścią dziobową i śródokręciem, oraz gruszką dziobową, które pozwalały na osiągnięcie większych prędkości dzięki mniejszym oporom hydrodynamicznym kadłuba.

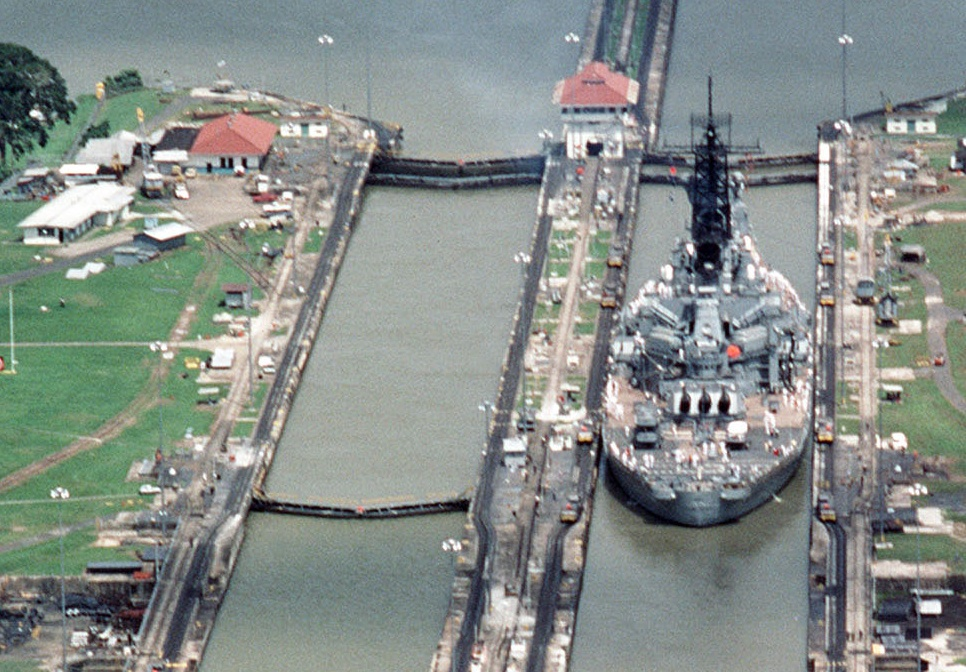
USS „Iowa” przepływający Kanał Panamski

Początkowo planowano uzbroić okręty w działa Mark 2 kalibru 406 mm (16 cali) i długości luf wynoszącej 50 kalibrów, które przewidywano wprowadzić we wcześniejszych pancernikach i krążownikach liniowych, których budowę przerwano w 1922 roku. Ze względu na nieporozumienie w przekazie informacji pomiędzy Biurem Uzbrojenia, a Biurem Konstrukcji i Napraw, które przewidziało barbety zbyt małe dla obsadzenia dział Mark 2, zastąpiono je nowymi, lżejszymi, ale o tym samym kalibrze armatami Mark 7 (16-50 Mark 7). Działa Mark 7 były cięższe i posiadały większy zasięg niż wykorzystane na pokładach wcześniejszych pancerników North Carolina i South Dakota działa Mark 6 kalibru 406 mm i długości 45 kalibrów. Przewidywano, że będą one strzelać takimi samymi pociskami o masie 1016 kg, jak działa Mark 6, ale po zakończeniu procesu projektowania armat Mark 7 opracowano nowe „super-ciężkie” pociski o masie 1224 kg, które mogły być wystrzeliwane z obu typów dział. Chociaż opancerzenie okrętów typu Iowa wytrzymywało trafienia tylko pociskami o masie 1016 kg, to zwiększenie jego grubości doprowadziłoby do przekroczenia masy pancerników ponad zakładany limit 45000 ton.
Chociaż okręty typu Iowa budowano od początku jako pancerniki, to ze względu na naciski polityczne nie uzyskano zgody na większą liczbę jednostek tego typu, proponując przebudowę istniejących na lotniskowce poprzez pozostawienie tej samej konstrukcji kadłuba i dobudowanie pokładu startowego dla samolotów (jak wcześniej zrobiono np. z krążownikami liniowymi USS „Lexington” i USS „Saratoga”). Propozycji tej sprzeciwiał się szef operacji morskich admirał Ernest King.
Pod kierownictwem sekretarza marynarki Charlesa Edisona projekt pancerników został ukończony i w lipcu 1939 podpisano kontrakty ze stoczniami na budowę okrętów. Początkowo pierwsze trzy okręty, oznaczone jako BB-61, BB-62 i BB-63, miały być zbudowane zgodnie z założeniami jako szybkie pancerniki, a kolejne BB-64, BB-65 i BB-66 jako znacznie wolniejsze, ale wyposażone w potężniejszą artylerię główną, składającą się z dwunastu dział kalibru 406 mm. Pod koniec 1939 okazało się, że US Navy potrzebuje tak wiele szybkich pancerników, jak to tylko możliwe, dlatego zrezygnowano z dozbrajania okrętów z drugiej trójki, powracając do pierwotnego projektu.

### Służba
Po wprowadzeniu do służby pod koniec II wojny światowej, pancerniki typu Iowa skierowano na Pacyfik w celu ochrony przeciwlotniczej amerykańskich lotniskowców i bombardowania wybrzeży. Ze wszystkich czterech okrętów, które weszły do służby, jedynie USS „New Jersey” i „Iowa” walczyły z nieprzyjacielskimi okrętami podczas ataku na Truk 17 lutego 1944, gdy „New Jersey” zatopił japoński pomocniczy ścigacz okrętów podwodnych „Shonan Maru 15” oraz wspólnie z innymi okrętami grupy zatopiły japoński krążownik szkolny „Katori” i niszczyciel „Maikaze”. Po zakończeniu działań wojennych „Iowa”, „New Jersey” i „Wisconsin” zostały zdemobilizowane i odesłane do floty rezerwowej.
Wraz z wybuchem wojny w Korei przywrócono je do służby na 5 lat, a w 1955 ponownie odesłano do rezerwy.
W 1968, głównie ze względu na naciski ze strony Kongresu, USS „New Jersey” został po raz kolejny przywrócony do służby w celu wsparcia piechoty amerykańskiej w działaniach wojennych w Wietnamie. Ponowne odesłanie do floty rezerwowej nastąpiło jeszcze w tym samym roku.
W latach 80. przywrócono do służby wszystkie cztery pancerniki głównie dzięki postanowieniu Prezydenta Stanów Zjednoczonych Ronalda Reagana, który postanowił odbudować amerykańskie siły morskie i stworzyć 600-okrętową flotę. Wraz z ciężkimi krążownikami typu Des Moines, jako okręty o relatywnie niskim zużyciu zostały przywrócone do służby głównie do zadań bombardowania wybrzeża. Miały one również stanowić przeciwwagę dla radzieckich krążowników rakietowych typu Kirow. Każda z jednostek została zmodernizowana do przenoszenia systemów przeciwlotniczych Phalanx CIWS i pocisków rakietowych. Misje pancerników Iowa w latach 80. i 90. obejmowały amerykańską interwencję podczas wojny domowej w Libanie po samobójczym zamachu bombowym w Bejrucie w 1983 roku i wojnę w Zatoce Perskiej w 1991 roku, najpierw w operacji Pustynna Tarcza a później Pustynna Burza. Po raz ostatni wycofane ze służby pancerniki podzielono na dwie grupy: wycofanych ze służby do floty rezerwowej i przeznaczonych na okręty-muzea.
W 1996 na wniosek Departamentu Obrony USA pancerniki „Iowa” i „Missouri” zostały skreślone z Rejestru Okrętów Marynarki Wojennej (ang. Naval Vessel Register). Okręt „Missouri” został przekazany do Missouri Memorial Association w Pearl Harbor na Hawajach z przeznaczeniem na okręt-muzeum. Ten sam los spotkał pancernik „Iowa”, ale w 1999 decyzją Departamentu Obrony wciągnięto go ponownie Rejestru w zamian za „New Jersey”. Ostatnie dwa pancerniki typu Iowa zostały wycofane z rezerwy w 2006 i oczekują na przekazanie jako okręty-muzea.

### Wypadki i uszkodzenia wojenne

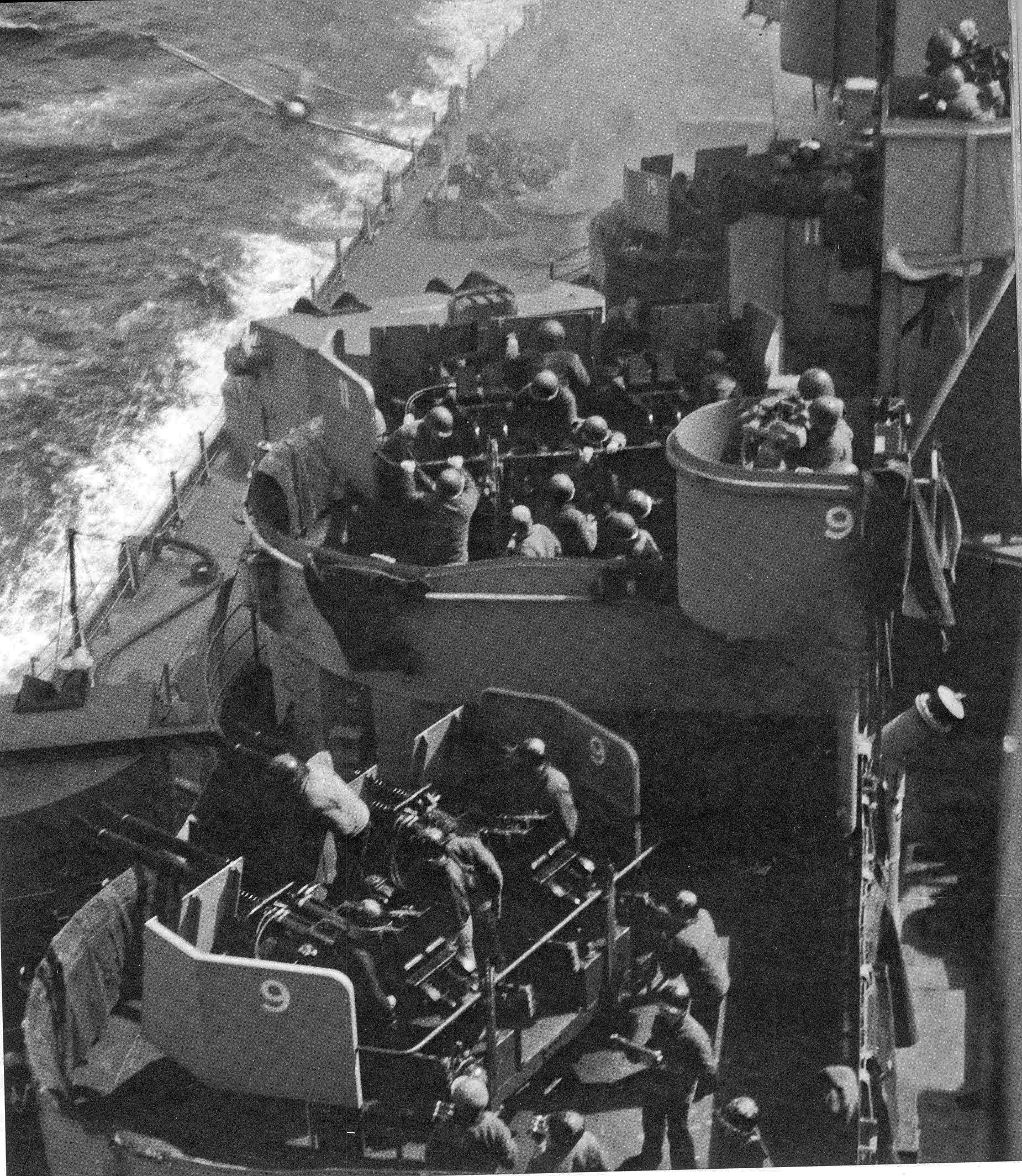
Pierwszy atak Kamikaze na okręt USS „Missouri” 11 kwietnia 1945. Widoczny samolot A6M Zero na chwilę przed uderzeniem w burtę.

Podczas II wojny światowej jedynie dwa pancerniki typu Iowa odniosły nieznaczne uszkodzenia w ramach działań bojowych. Pierwszym był „Iowa”, lekko uszkodzony 18 marca 1944 przez artylerię nadbrzeżną atolu Mili na Wyspach Marshalla. Następnie dwukrotnie uszkodzony został USS „Missouri”. Oba zdarzenia miały miejsce na skutek samobójczych ataków kamikaze. Pierwszy atak zdarzył się 11 kwietnia 1945, gdy japoński samolot uderzył w prawą burtę okrętu w pobliżu wieży artylerii średniej numer 3. Na pokładzie pozostały jedynie fragmenty maszyny i ciało pilota, natomiast cały samolot wraz z bombami nie eksplodował, a jedynie przeleciał przez pokład i spadł do morza. Jedynym efektem ataku był pożar wzniecony na pokładzie, który został stłumiony w kilka minut, a żaden z marynarzy amerykańskich nie ucierpiał.
Drugi atak kamikaze spowodował większe straty niż pierwszy. Samolot japoński wprawdzie nie trafił bezpośrednio w okręt, ale przelatując bardzo blisko pokładu rufowego zaczepił skrzydłem o dźwig do podnoszenia wodnosamolotów. Eksplodował dopiero po wpadnięciu do morza za rufą okrętu, a odłamki raniły kilku marynarzy na pokładzie i nieznacznie uszkodziły osłony trzeciej wieży artylerii głównej.
Podczas służby w latach 50. zdarzyło się kilka wypadków z udziałem pancerników typu Iowa. 17 stycznia 1950 w zatoce Chesapeake wszedł na mieliznę USS „Missouri” odnosząc tylko niewielkie uszkodzenia. Dzięki szybkiej reakcji inżynierów maszynowni i wyłączeniu turbin, ustrzeżono się większych uszkodzeń maszyn. Zdjęcie okrętu z mielizny zajęło około dwóch tygodni, a naprawy dna pięć dni, a kapitan okrętu William Brown został postawiony przed sądem i pozbawiony dowództwa do końca kariery.

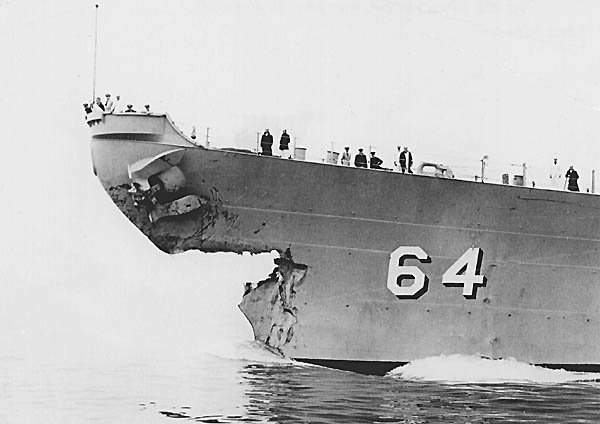
Uszkodzenia dziobu USS „Wisconsin” w następstwie kolizji z USS „Eaton” 7 maja 1956

USS „Wisconsin” trzykrotnie wchodził na mieliznę. Po raz pierwszy zdarzyło się to 23 sierpnia 1951 w Zatoce Nowojorskiej, gdy okręt uderzył w jej błotniste dno. Kolejny raz 19 października 1955 w tej samej zatoce pancernik utknął na godzinę na mieliźnie w cieśninie East River. Trzecie wejście na mieliznę miało miejsce 19 sierpnia 1956 w pobliżu przylądka Henry, gdy podczas sztormu jednostka uderzyła o dno uszkadzając dno kadłuba.
Najpoważniejszy wypadek z udziałem USS „Wisconsin” zdarzył się 7 maja 1956, gdy w gęstej mgle pancernik zderzył się z niszczycielem typu Fletcher USS „Eaton” niszcząc swoją część dziobową. Dowodzący niszczycielem został postawiony przed sądem jako winny wypadku, a pancernik zyskał nową część dziobową z nieukończonej jednostki tego samego typu USS „Kentucky” i opuścił suchy dok w Norfolk Naval Shipyard po 16 dniach.
Najtragiczniejszym niewątpliwie incydentem, jaki miał miejsce na pancernikach typu Iowa, była eksplozja ładunków miotających w otwartej komorze działa w wieży artyleryjskiej numer 2 pancernika „Iowa”, która zabiła 47 marynarzy. Przyczyn tragedii nie ustalono do końca, przyjmując, że zapłon worków z materiałem wybuchowym nastąpił na skutek wyładowania elektrostatycznego.
W 1991 podczas wojny w Zatoce Perskiej chmura pasków folii wystrzelona z pokładu USS „Missouri” w celu przeciwdziałania atakowi irackimi pociskami rakietowymi, spowodowała namierzenie jej przez system Phalanx CIWS fregaty rakietowej typu Oliver Hazard Perry USS „Jarrett”. Automatycznie działający Phalanx pomyłkowo zakwalifikował chmurę dipoli jako zagrożenie i oddał w jego kierunku serię strzałów. Większość pocisków odbiła się od pancerza i poza drobnymi uszkodzeniami i jednym lekko rannym członkiem załogi, poważniejszych szkód nie odnotowano.

## Okręty
Wszystkie okręty serii zostały ochrzczone nazwami stanów zgodnie z ustawą z 1898 roku, nakazującą nadawanie właśnie takich mian pancernikom i monitorom. Pancerniki typu Iowa zbudowano w taki sposób, aby mogły rozwijać taką samą prędkość jak lotniskowce. Ich artyleria główna i średnia zostały zaprojektowane do atakowania okrętów Cesarskiej Marynarki Japonii i bombardowania wybrzeża podczas działań ofensywnych amerykańskiej armii i piechoty morskiej lądujących na plażach z wykorzystaniem amfibii. Ponadto szeroki zakres uzbrojenia przeciwlotniczego zapewniał skuteczną ochronę zarówno pancernika, jak i bronionych przez niego lotniskowców. W czasie pokoju jednostki te były wielokrotnie wycofywane do rezerwy ze względu na bardzo wysokie koszty własne użytkowania. Jednocześnie przez wiele lat odwlekano ich ostateczne wycofanie do rezerwy, gdyż dysponowały bardzo dużą siłą ognia.

### USS „Iowa” (BB-61)

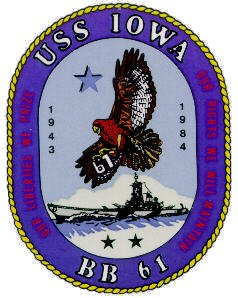

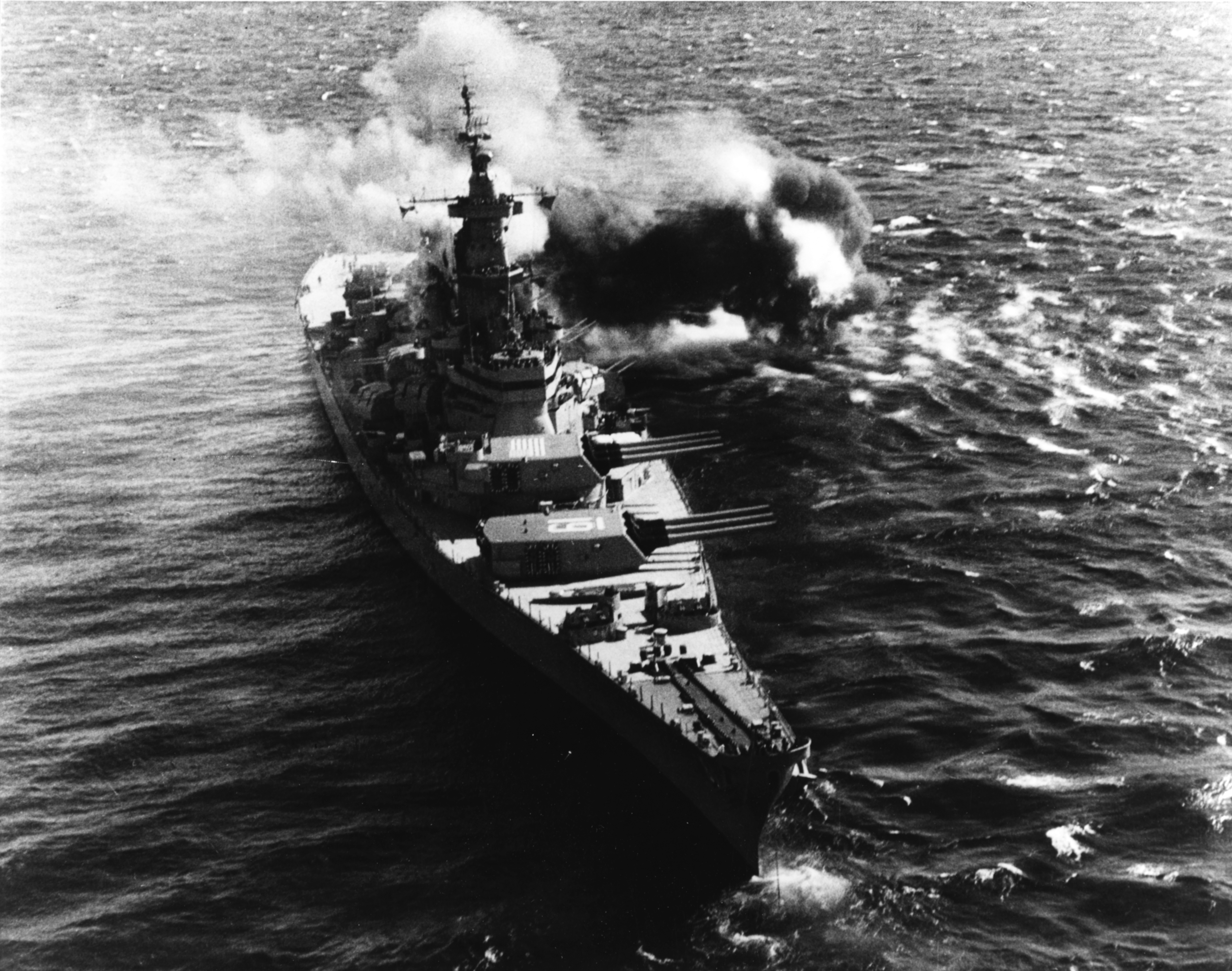
USS „Iowa” podczas wojny koreańskiej.

USS „Iowa” został zamówiony 1 lipca 1939 roku, a stępkę położono 27 czerwca 1940. Ponad dwa lata później 27 sierpnia okręt został wodowany, a 22 lutego 1943 przyjęty do uzbrojenia US Navy. Dziewiczy rejs pancernika odbył się po zatoce Chesapeake, a następnie okręt skierowano do bazy morskiej Argentia w Dominium Nowej Fundlandii, skąd miał operować przeciwko niemieckiemu pancernikowi „Tirpitz”. W 1944 przeniesiony do Floty Pacyfiku Stanów Zjednoczonych pancernik „Iowa” odbył swoją pierwszą misję bojową podczas kampanii na Wyspy Marshalla i ataku na Truk. W czasie rajdu morskiego na Mariany i Palau eskortował lotniskowce, a później wziął udział w bitwie w zatoce Leyte. Podczas wojny koreańskiej pancernik bombardował wrogie cele w Songjin, Hŭngnam i Kojo, na terytorium Korei Północnej. Po powrocie do Stanów w celu przeprowadzenia ćwiczeń, został przeniesiony do rezerwy, by na początku lat 80. powrócić do służby wypełniając misje na wodach europejskich. 19 kwietnia 1989 eksplozja ładunku prochowego w jednym z dział wieży numer 2 artylerii głównej okrętu zabiła 47 marynarzy. W chwili ostatniego wycofania okrętu ze służby w 1990 wieża ta nadal pozostawała uszkodzona. Od wybudowania w 1943 do momentu ostatniego wycofania do rezerwy w 1990 pancernik pozostawał łącznie 18 lat i 9 miesięcy w aktywnej służbie. W 1999 okręt przeniesiono do floty rezerwowej jako zastępstwo dla pancernika tego samego typu USS „New Jersey”, który jako bardziej wyeksploatowany zamieniono na okręt-muzeum. Skreślenie z Rejestru Okrętów Marynarki Wojennej nastąpiło 17 marca 2006 roku. Pancernik „Iowa” przyholowano 26 maja 2012 roku do portu w San Pedro koło Los Angeles i otwarto 7 lipca tego samego roku jako muzeum morskie.

### USS „New Jersey” (BB-62)

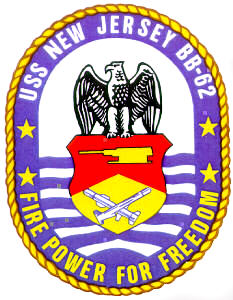

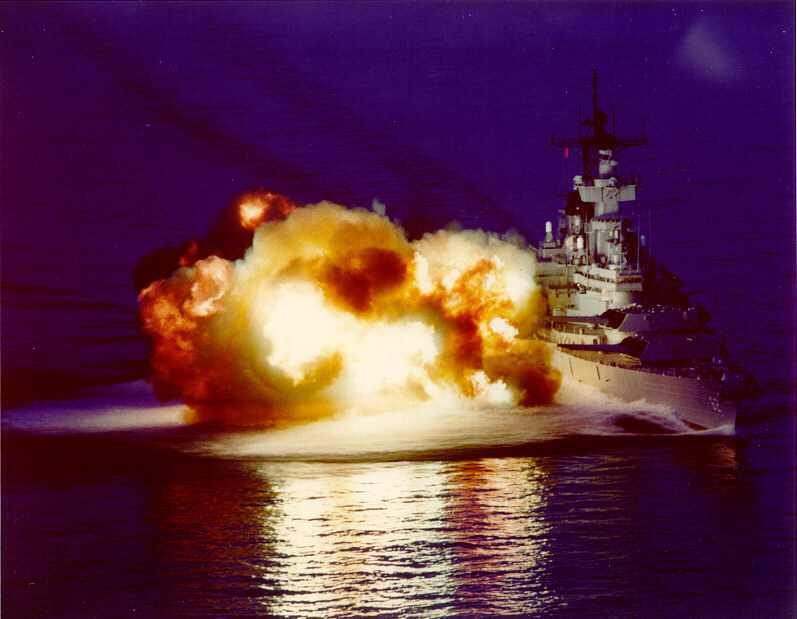
Salwa burtowa artylerii głównej 406 mm pancernika USS „New Jersey”

USS „New Jersey” został zamówiony 1 lipca 1939 roku, a stępkę położono 16 września 1940. 27 sierpnia 1943 (7 grudnia 1942 wg „Conway’s 1922-1946”) okręt został wodowany, a 23 maja tego samego roku przyjęty do uzbrojenia US Navy. Całkowite wyposażenie okrętu oraz szkolenie pierwszej załogi przeprowadzono na zachodnim Atlantyku i Morzu Karaibskim, a następnie pancernik został wysłany na Pacyfik w celu wsparcia planowanej kampanii na Wyspy Marshalla, gdzie pełnił zadania ochrony floty lotniskowców przed atakami z powietrza. Walczył także w zatoce Leyte. Później „New Jersey” bombardował wyspy Iwo Jima i Okinawa. Podczas wojny koreańskiej okręt ostrzeliwał cele na wybrzeżu Korei w Wonsan, Yangyang i Kansong. Po ogłoszeniu rozejmu „New Jersey” odbywał rejsy szkoleniowe aż do momentu wycofania do rezerwy. W 1968 pancernik został przywrócony do służby, pełniąc zadania w pobliżu Wietnamskiej Strefy Zdemilitaryzowanej i pozostał tam do następnego roku, kiedy po raz kolejny został przeniesiony do rezerwy. Po kolejnym przywróceniu do działań w ramach 600-okrętowej floty został skierowany ku wybrzeżom Libanu, gdzie chronił wojska amerykańskie ostrzeliwując pozycje druzyjskie i syryjskie w dolinie Bekaa na wschód od Bejrutu. Ostateczne wycofanie ze służby nastąpiło 8 lutego 1991 roku, a następnie po wykreśleniu z Rejestru Okrętów Marynarki Wojennej „New Jersey” odpłynął w ostatni rejs do portu w Camden w stanie New Jersey, gdzie został zacumowany jako okręt-muzeum. Od wybudowania do momentu ostatniego wycofania do rezerwy pancernik pozostawał łącznie 21 lat i 5 miesięcy w aktywnej służbie.

### USS „Missouri” (BB-63)

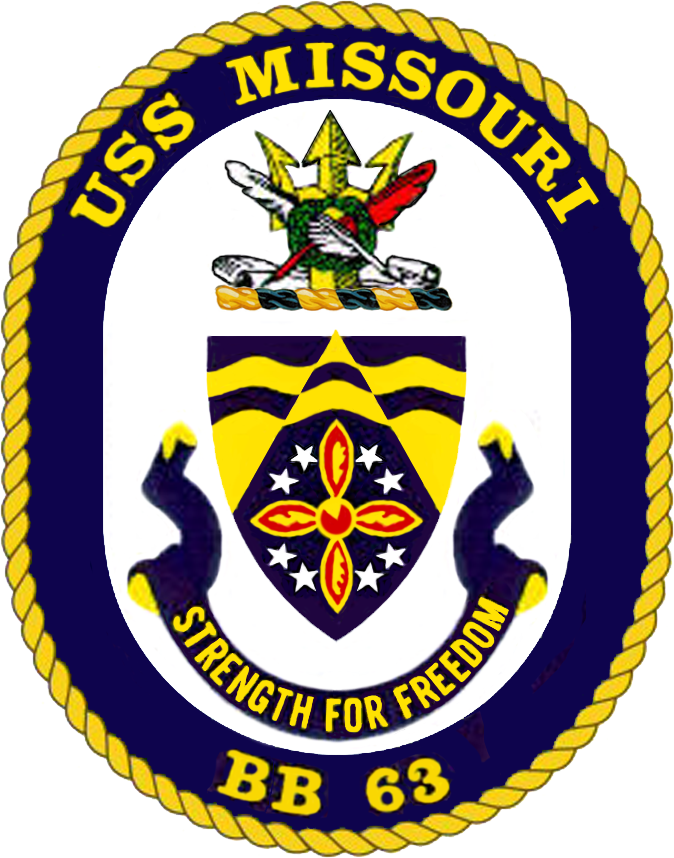

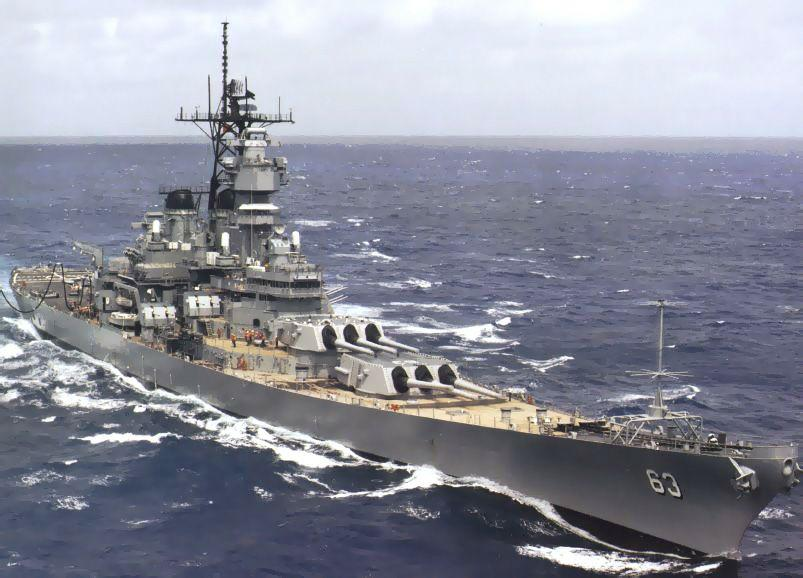
USS „Missouri” po modernizacji w latach 80

„Missouri” został zamówiony 12 czerwca 1940 roku, a stępkę położono 6 stycznia 1941. 29 stycznia 1944 okręt został wodowany, a 11 czerwca tego samego roku przyjęty do uzbrojenia US Navy. Po opuszczeniu stoczni w Nowym Jorku „Missouri” odbył swój dziewiczy rejs połączony ze szkoleniem załogi w zatoce Chesapeake, a następnie wszedł w skład Floty Pacyfiku, gdzie pełnił zadania obrony przeciwlotniczej lotniskowców biorących udział w ofensywie przeciwko Japończykom, a później ostrzeliwał wybrzeże wyspy Okinawa przed planowanym lądowaniem wojsk amerykańskich. Nieco później został skierowany ku wyspom Honsiu i Hokkaido, gdzie również prowadził ostrzał pozycji japońskich, chroniąc jednocześnie własne lotniskowce. Pancernik „Missouri” przykuł uwagę świata we wrześniu 1945, kiedy przedstawiciele Cesarstwa Japonii podpisali na jego pokładzie akt bezwarunkowej kapitulacji przed siłami aliantów. Po zakończeniu działań wojennych okręt odbywał rejsy szkoleniowe i operacyjne do momentu skierowania ku wybrzeżom Korei po wybuchu wojny. Przez dwie półroczne tury pancernik „Missouri” pozostawał u wybrzeży Korei, aż do momentu wycofania do rezerwy w 1956. W 1984 okręt został reaktywowany i wszedł w skład planowanej 600-okrętowej floty. Odbywał rejsy bojowe aż do 1988, kiedy w ramach operacji Earnest Will zaczął ochraniać pływające po Zatoce Perskiej tankowce kuwejckie przed atakami ze strony Iranu. Podczas I wojny w Zatoce Perskiej pancernik „Missouri” ostrzeliwał zlokalizowane wzdłuż wybrzeża pozycje irackie, przy pomocy pocisków Tomahawk i artylerii głównej. Ostateczne wycofanie okrętu ze służby nastąpiło w 1992, a następnie trafił on do Pearl Harbor na Hawajach, gdzie od 1999 pełni rolę okrętu-muzeum pozostając pod opieką Towarzystwa Pamięci USS „Missouri” (ang. USS Missouri Memorial Association – MMA). Od wybudowania do momentu ostatniego wycofania do rezerwy pancernik pozostawał łącznie 16 lat i 4 miesiące w aktywnej służbie.

### USS „Wisconsin” (BB-64)

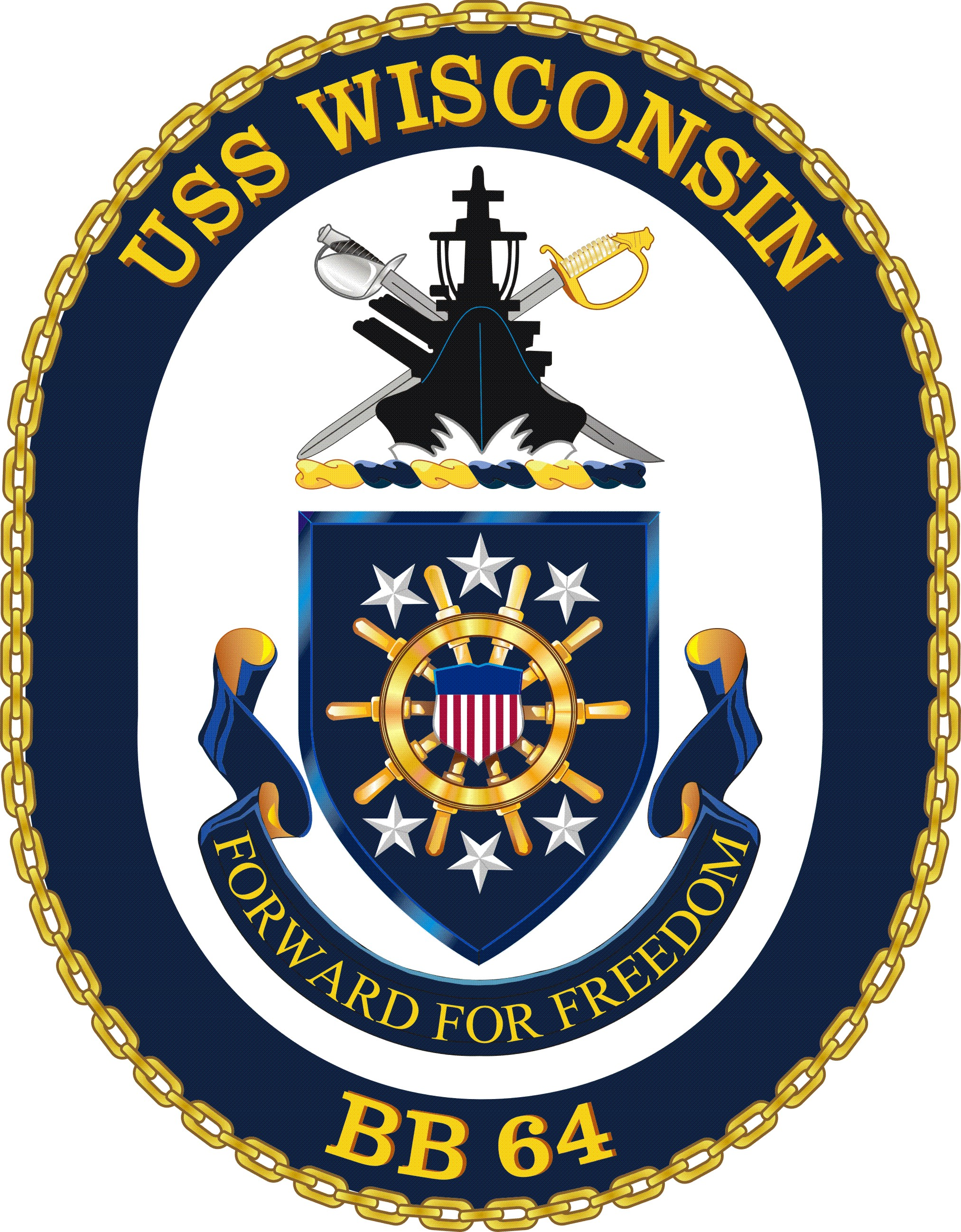

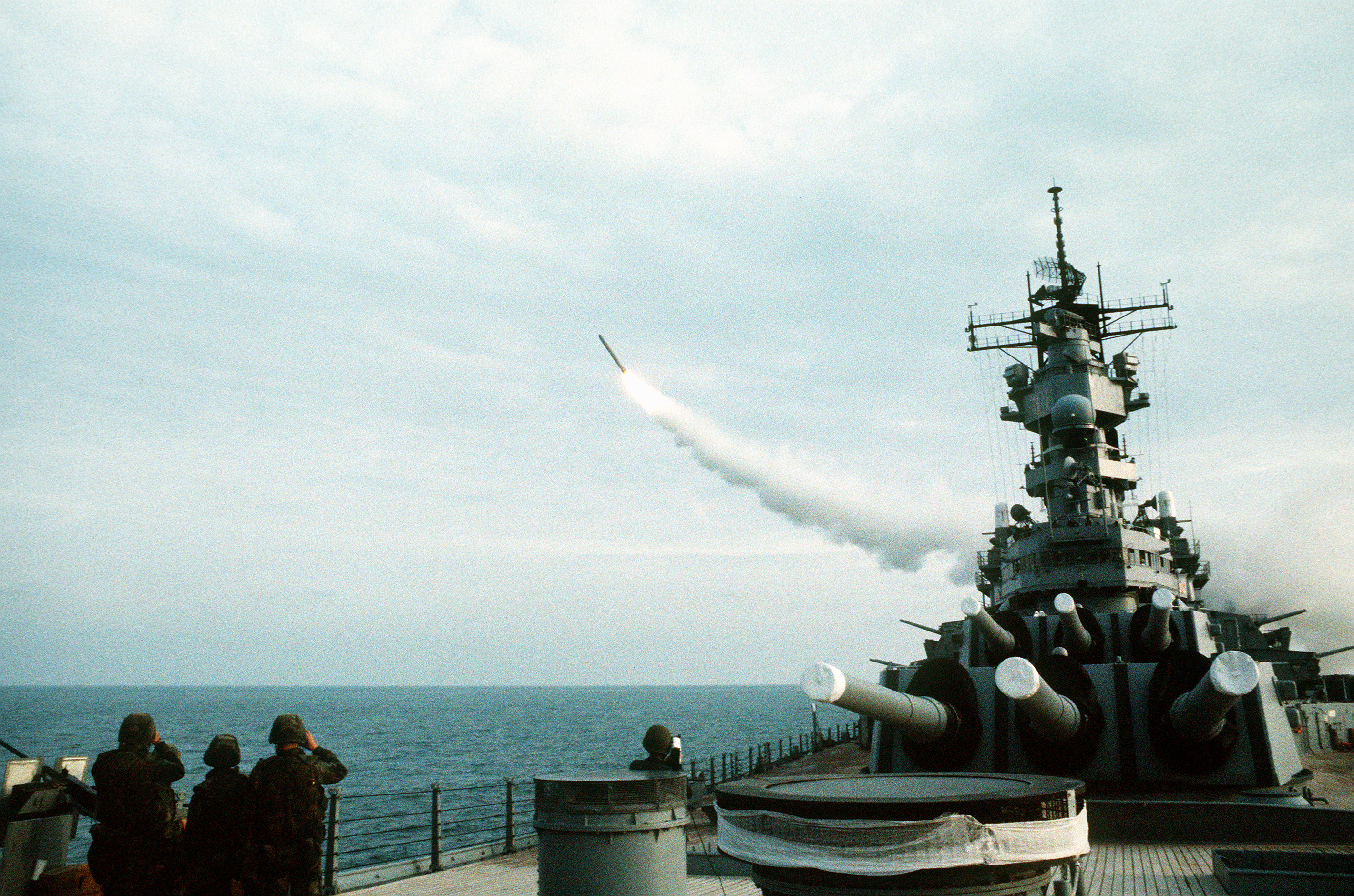
USS „Wisconsin” wystrzeliwujący pocisk Tomahawk

„Wisconsin” został zamówiony 12 czerwca 1940 roku, a stępkę położono 25 stycznia 1942 (25 stycznia 1941 wg „Conway’s 1922-1946”). 7 grudnia 1943 okręt został wodowany, a 16 kwietnia następnego roku przyjęty do uzbrojenia US Navy. Po testach i szkoleniu załogi w zatoce Chesapeake USS „Wisconsin” wszedł w 1944 w skład Floty Pacyfiku, gdzie jego głównym zadaniem była ochrona lotniskowców działających w pobliżu Filipin. Przed lądowaniem na Iwo Jimie prowadził bombardowanie strefy przybrzeżnej, a później został skierowany w pobliże Okinawy w celu przeprowadzenia ostrzału wyspy przed lądowaniem wojsk sprzymierzonych. W połowie 1945 USS „Wisconsin” udał się w kierunku Wysp Japońskich, które ostrzeliwał aż do kapitulacji Japończyków. Po przywróceniu do służby w 1950 pancernik „Wisconsin” trafił na dwie tury ku wybrzeżom Korei wspierając ogniem artylerii wojska ONZ i Korei Południowej. W 1958 okręt trafił do floty rezerwowej i pozostał zacumowany w stoczni marynarki wojennej w Filadelfii aż do ponownej reaktywacji w 1986, kiedy to wszedł w skład 600-okrętowej floty. W 1991 pancernik brał udział w działaniach przeciwko Irakowi, ostrzeliwując cele na lądzie, w tym piechotę iracką, przy pomocy pocisków Tomahawk i artylerii pokładowej. Ostateczne wycofanie ze służby nastąpiło 30 września 1991 roku, a sam okręt trafił na stan floty rezerwowej. 17 marca 2006 USS „Wisconsin” został wykreślony z Rejestru Okrętów Marynarki Wojennej i obecnie (2007) znajduje się w bazie US Navy w Norfolk w stanie Wirginia oczekując na oficjalne przekazanie do pełnienia roli okrętu-muzeum. Od wybudowania do momentu ostatniego wycofania do rezerwy pancernik pozostawał łącznie 13 lat i 9 miesięcy w aktywnej służbie.

### USS „Illinois” (BB-65)

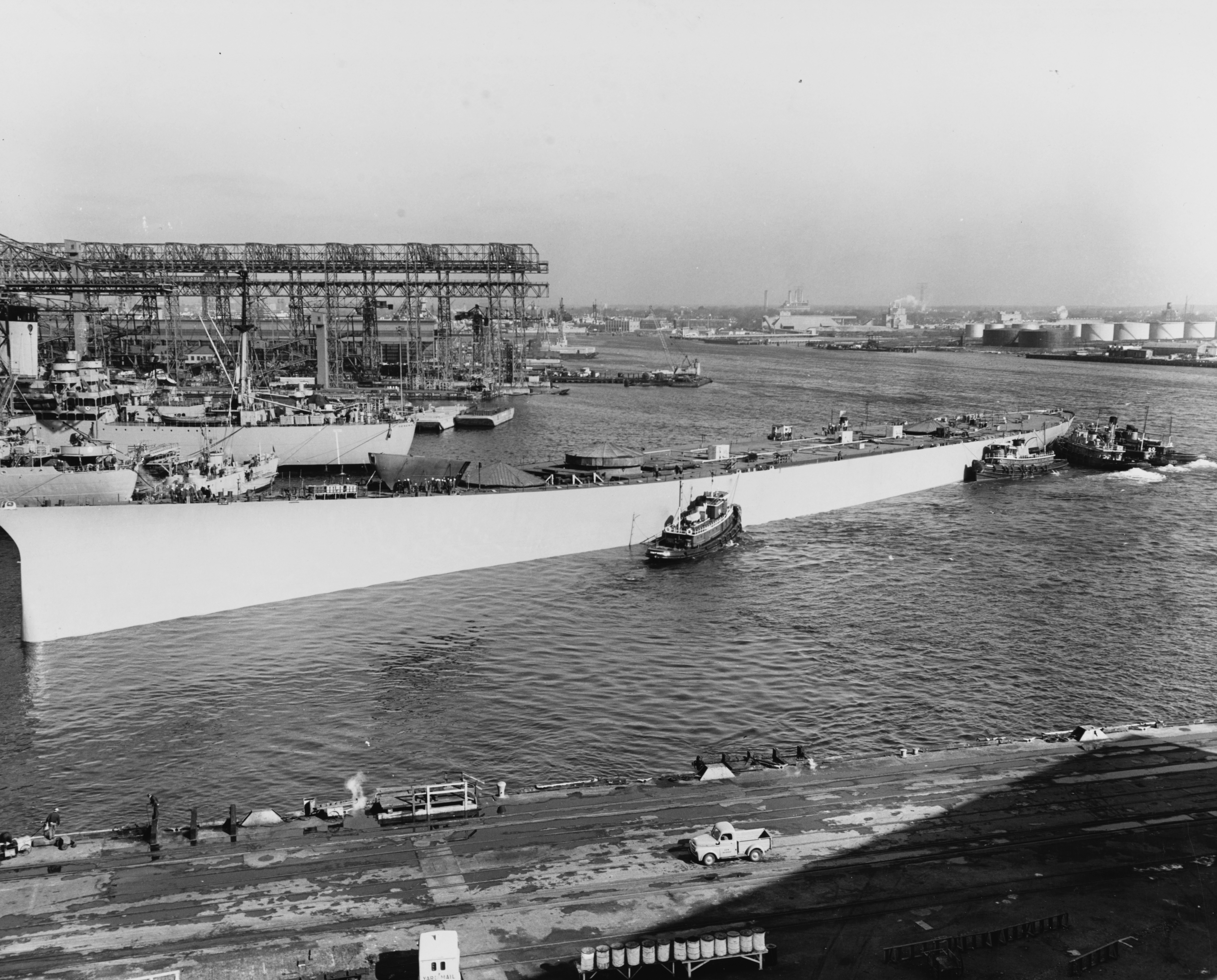
USS „Illinois” i USS „Kentucky” (widoczny na zdjęciu) nigdy nie zostały ukończone i oba ostatecznie trafiły na złom

„Illinois” został zamówiony 9 września 1940 roku, a stępkę położono 15 stycznia 1945 (6 grudnia 1942 wg „Conway’s 1922-1946”). Prace konstrukcyjne zostały przerwane 11 sierpnia tego samego roku stopień zaawansowania prac nad „Illinois” osiągnął 22%, a we wrześniu 1958 okręt został sprzedany na złom. Kadłub „Illinois” był całkowicie spawany, przez co znacznie lżejszy i mocniejszy, w przeciwieństwie do poprzednich pancerników typu Iowa, w których łączenia były wykonane przez spawanie i nitowanie. Propozycja zmiany konstrukcji kadłuba przez zainstalowanie osłon przeciwtorpedowych takich jak w planowanych pancernikach typu Montana została odrzucona.

### USS „Kentucky” (BB-66)
„Kentucky” został zamówiony 9 września 1940 roku, a stępkę położono 6 grudnia 1944 (6 grudnia 1942 wg „Conway’s 1922-1946”). Prace konstrukcyjne nad pancernikiem zawieszono 17 lutego 1947, gdy okręt był ukończony w 72%. Nieformalne wodowanie odbyło się 20 stycznia 1950 w celu zwolnienia suchego doku dla potrzeb naprawy siostrzanego USS „Missouri”, który osiadł na mieliźnie. W 1956 zdemontowano i przetransportowano drogą morską dziobową część kadłuba „Kentucky”, którą następnie wykorzystano do naprawy pancernika „Wisconsin” po uszkodzeniach powstałych w następstwie zderzenia z niszczycielem typu Fletcher USS „Eaton”. Jednostki napędowe z „Kentucky” zostały zainstalowane w okrętach transportowych typu Sacramento USS „Sacramento” i USS „Camden”. Kilkakrotnie proponowano ukończenie pancernika jako okrętu rakietowego, jednak bez efektu. Ostatecznie pancernik „Kentucky” został 31 października 1958 sprzedany firmie Boston Metals Co. w celu złomowania. Tak jak w przypadku „Illinois” także kadłub „Kentucky” był całkowicie spawany, lżejszy i mocniejszy niż w pozostałych pancernikach typu Iowa. Również w tym przypadku propozycja zmiany konstrukcji kadłuba przez zainstalowanie osłon przeciwtorpedowych takich jak w planowanych pancernikach typu Montana została odrzucona.

## Uzbrojenie
Pancerniki typu Iowa były, zdaniem niektórych, najpotężniej uzbrojonymi okrętami świata. Artyleria główna okrętu składała się z trzech trójdziałowych wież z działami 406 mm L/50 Mark 7, za pomocą których mogła razić cele oddalone o blisko 39 km pociskami różnego typu, poczynając od standardowych przeciwpancernych do taktycznych ładunków jądrowych nazywanych „Katie” (od skrótu „kt” oznaczającego kilotonę). Silniejszą artylerię główną miały jedynie japońskie pancerniki typu Yamato, lecz miały mniej zaawansowane systemy kierowania jej ogniem. Artyleria średnia kalibru 127 mm umożliwiała rażenie celów z odległości 14 km pociskami z zapalnikami uderzeniowymi lub zbliżeniowymi i mogła być używana w charakterze artylerii przeciwlotniczej, albo do atakowania mniejszych jednostek pływających. Zgodnie z zamówieniem pancerniki te były wyposażone w szeroki wachlarz przeciwlotniczego uzbrojenia artyleryjskiego kalibru 20 mm i 40 mm, które z biegiem czasu zostało stopniowo zastąpione pociskami rakietowymi Tomahawk i AGM-84/RGM-84/UGM-84 Harpoon, wielolufowymi systemami strzeleckimi Phalanx oraz środkami walki elektronicznej. Do momentu wycofania ostatniego z pancerników typu Iowa ze służby w 1992 roku, żaden inny okręt tej klasy w historii nie posiadał tak wielkiej ilości różnego rodzaju broni na pokładzie.

### Artyleria główna

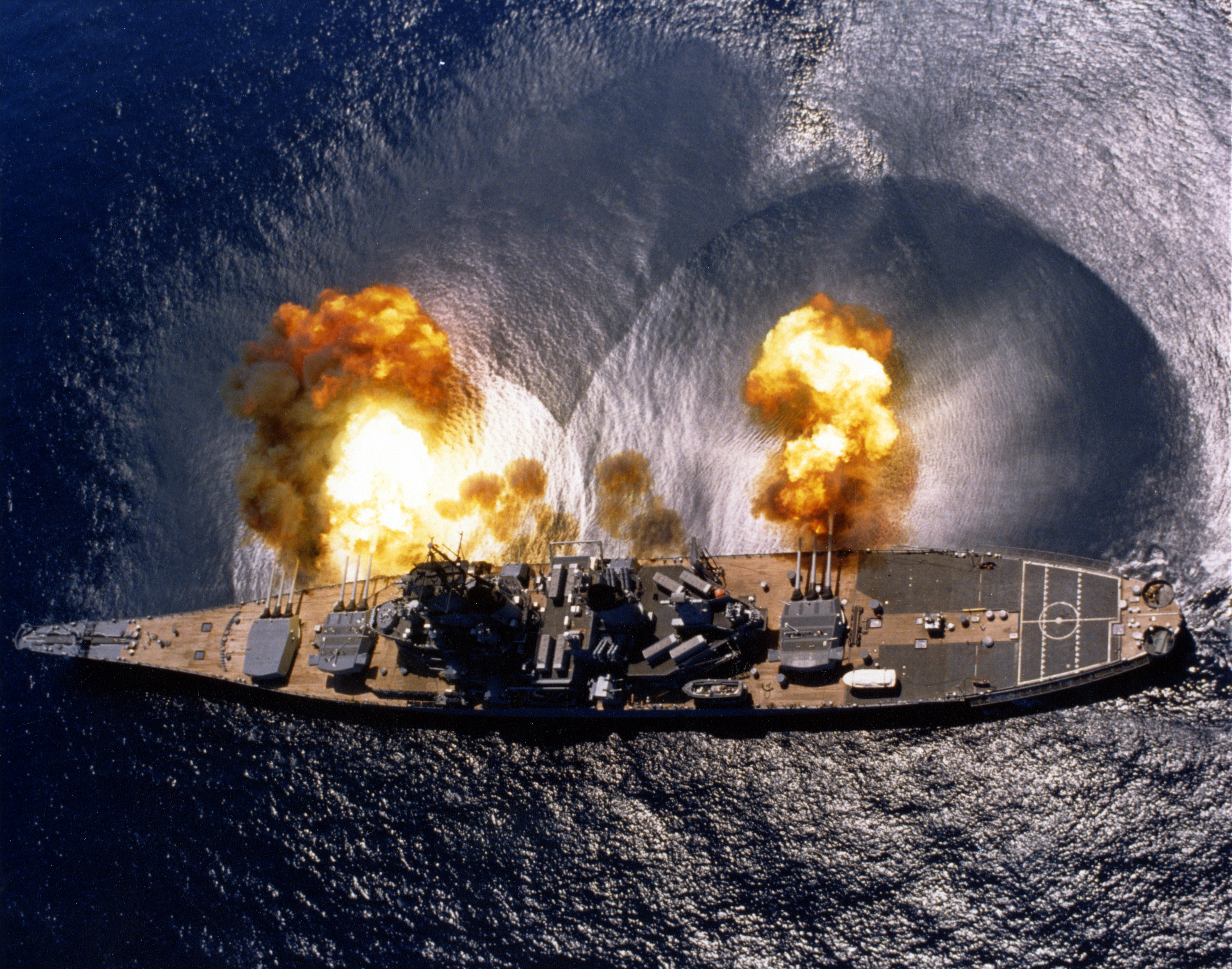
Salwa burtowa USS „Iowa” oddana ze wszystkich dziewięciu dział kalibru 406 mm (50 kalibrów) i sześciu dział 127 mm (38 kalibrów) podczas ćwiczeń strzelania do celu. Na wodzie widoczny efekt fali uderzeniowej od wystrzałów z dział 406 mm.

Główne uzbrojenie pancerników typu Iowa stanowi dziewięć odtylcowych dział 406 mm Mark 7 i długości luf wynoszącej 50 kalibrów zainstalowanych w trzech wieżach artyleryjskich: dwóch w części dziobowej i jednej na rufie okrętu, określanych jako konfiguracja „2-A-1”. Długość luf wynosi 20 metrów (50 razy kaliber 406 mm mierzona od czoła zamka do wylotu lufy) z czego około 13 m wystaje z wieży. Każde z dział waży około 108 000 kg nie licząc zamka, lub 121 900 kg z zamkiem. Pociski działa mają masę od 850 do 1200 kg, osiągają maksymalną prędkość do 820 m/s i maksymalny zasięg do 39 km. Osiągnięcie przez pocisk maksymalnego zasięgu następuje po około 90 sekundach lotu.
Każde działo spoczywa wewnątrz opancerzonej wieży artyleryjskiej, której jedynie górna część wystaje ponad pokład okrętu. Całkowita wysokość wieży to cztery pokłady (wieże 1 i 3) lub pięć pokładów (wieża 2). W najniższych poziomach wieży znajdują się magazyny do przechowywania pocisków i worków z prochem do ich wystrzeliwania. Do obsługi każdej z wież potrzeba 94 ludzi. Koszt jednej wieży wynosił 1,4 miliona dolarów, ale suma ta nie uwzględnia kosztu samych dział.
Wieże można nazwać „trójdziałowymi” a nie „potrójnymi”, ponieważ wszystkie lufy są niezależne i mogą być unoszone pojedynczo. Salwy z pancernika można oddawać w dowolnej kombinacji dział, włącznie z salwą burtową wszystkich dziewięciu. Wbrew powszechnemu mitowi, podczas jednoczesnego odpalenia wszystkich dział artylerii głównej okręt nie przechyla się na przeciwległy bok na tyle, aby można to było zauważyć.
Każda z luf może być ustawiona pod dowolnym kątem z zakresu od −5° do +45°, przy czym prędkość ich podnoszenia wynosi 12° na sekundę. Wieże mogą obracać się w zakresie około 300° z prędkością około czterech stopni na sekundę i strzelać także pod kątami większymi, niż 90° od dziobu, który to sposób nazywany jest niekiedy „strzelaniem przez ramię”. Działa artylerii głównej nigdy nie strzelały na wprost, co mogło powodować uszkodzenia wyposażenia na dziobie od podmuchu (podczas przeprowadzonego w latach 80. remontu jednostki na pokładzie dziobowym przed wieżą artyleryjską umieszczono nadawczą antenę satelitarną).

### Artyleria średnia

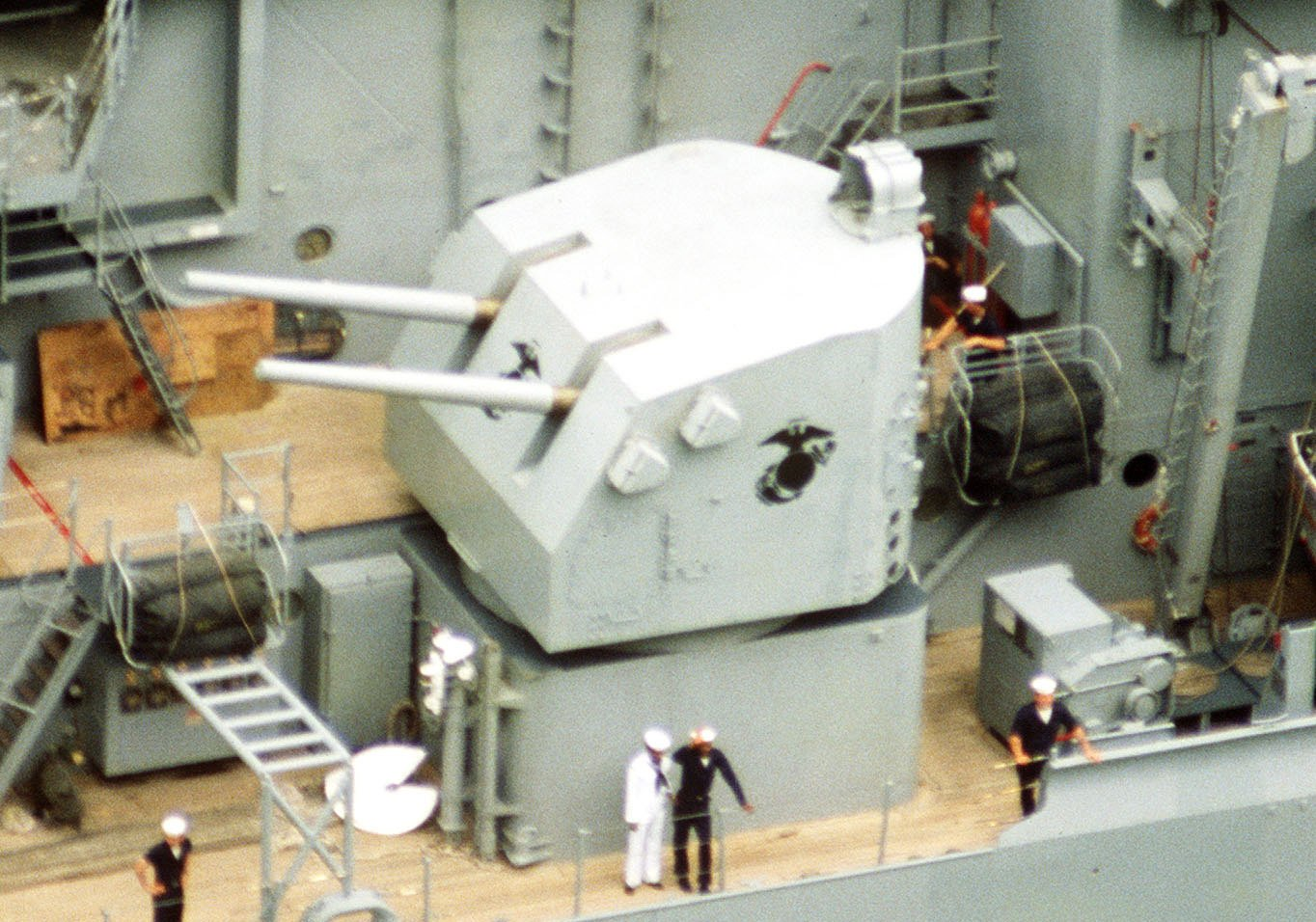
Stanowisko dział kalibru 127 mm ozdobione logo Korpusu Piechoty Morskiej na pokładzie pancernika USS „New Jersey”

Artyleria średnia okrętów składała się z dział 5" /38 Mk 12 kalibru 127 mm i długości lufy 38 kalibrów ulokowanych w dziesięciu dwudziałowych wieżach, po pięć na każdej burcie. Działa te wprowadzono do uzbrojenia marynarki Stanów Zjednoczonych w 1934 z myślą o niszczycielach, ale w czasie II wojny światowej zostały zainstalowane na prawie każdym większym okręcie amerykańskim. Początkowo artyleria średnia miała stanowić część obrony przeciwlotniczej, ale gdy samoloty stały się szybsze, ich efektywność w tej roli spadła. Użyteczność tego uzbrojenia zwiększyła się ponownie w wyniku wprowadzenia systemu kierowania ogniem Mark 37 wraz z wysokiej klasy radarami artyleryjskimi i nowych zapalników zbliżeniowych, które nie wymagały bezpośredniego trafienia pocisku w cel. Podczas modernizacji okrętu w latach osiemdziesiątych usunięto po dwa skrajne stanowiska z każdej strony okrętu, zostawiając jedynie sześć wież, a wygospodarowane w ten sposób miejsce wykorzystano do zainstalowania wyrzutni pocisków rakietowych. Podczas wojny w Zatoce Perskiej zadania artylerii średniej ograniczono do bombardowania wybrzeża i obrony okrętu w strefie przybrzeżnej.

### Artyleria przeciwlotnicza
Ze względu na to, że pancerniki typu Iowa zostały zaprojektowane jako okręty osłaniające dla flot amerykańskich lotniskowców, wyposażono je w silnie rozwinięte uzbrojenie przeciwlotnicze, które miało zwalczać zagrożenie ze strony japońskich myśliwców i bombowców nurkujących

#### Armaty Oerlikon 20mm
Dwudziestomilimetrowe przeciwlotnicze działko automatyczne Oerlikona było jednym z najczęściej produkowanych typów uzbrojenia przeciwlotniczego okresu II wojny światowej. Same Stany Zjednoczone zbudowały 124 735 sztuk tej broni. W momencie ich wprowadzenia do uzbrojenia w 1941, zastąpiły karabiny maszynowe M2 Browning kalibru 12,7 mm w stosunku 1 do 1. Działka Oerlikona pozostawały główną bronią przeciwlotniczą średniego kalibu US Navy do momentu wejścia do służby 40 mm dział Boforsa w 1943.

#### Armaty przeciwlotnicze 40 mm /56 Boforsa

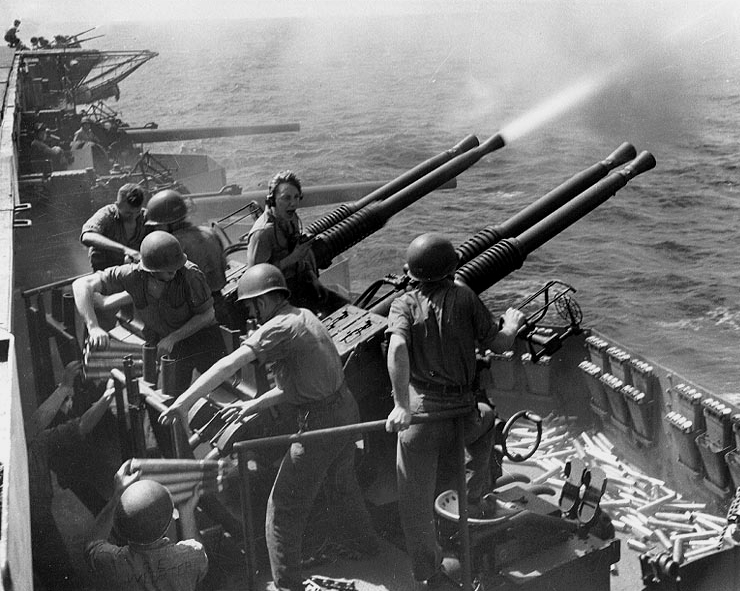
Bofors 40 mm Mk1/Mk2 zamontowane na poczwórnych podstawach Mk 12 strzelające z pokładu USS „Hornet” w czasie II wojny światowej

Uznawane za najlepszą lekką broń przeciwlotniczą II wojny światowej Armaty 40 mm Boforsa były używane przez prawie każdy większy okręt USA podczas II wojny światowej w latach 1943-45 (Wg Garzke and Dulin „South Dakota” (BB-57) otrzymała 16 armat Boforsa w czasie remontu w Pearl Harbor we wrześniu 1942).
Pomimo pochodzenia od niemieckich i szwedzkich projektów, podstawy, na których montowano Boforsy na okrętach United States Navy podczas wojny, były mocno „zamerykanizowane”, aby sprowadzić je do standardów określonych dla nich przez US Navy. To spowodowało powstanie zespołów armat doprowadzonych do angielskich standardów (znanych obecnie jako system standardowy) z wymienną amunicją, co uprościło sytuację logistyczną II wojny światowej. Gdy połączono Boforsa z hydraulicznym napędem, w celu obniżenia zanieczyszczenia solą, i dodano system naprowadzania Mark 51 dla zwiększenia celności, armata ta stała się groźnym przeciwnikiem, mając na koncie około połowę wszystkich japońskich samolotów zestrzelonych między 1 października 1944 a 1 lutego 1945.

#### Phalanx CIWS

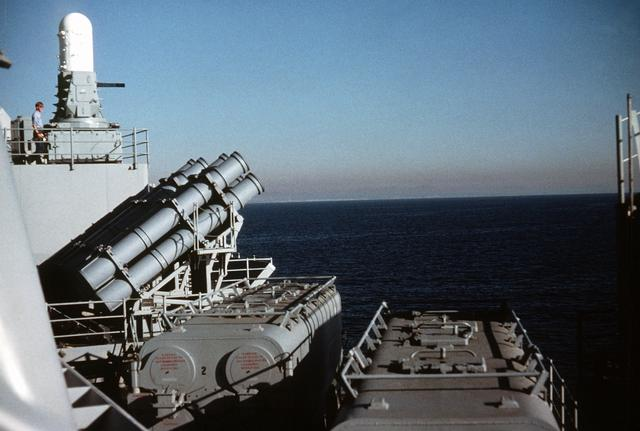
Nowe systemy uzbrojenia. Od lewej: Phalanx CIWS, wyrzutnie pocisków Harpoon i Tomahawk

Podczas modernizacji przeprowadzonej na początku lat 80. każdy z pancerników typu Iowa został wyposażony w cztery zestawy artyleryjskie obrony bezpośredniej Phalanx CIWS, po dwa zainstalowane za mostkiem i pomiędzy kominami okrętu. „Iowa”, „New Jersey” i „Missouri” zostały wyposażone w broń w standardzie Block 0, natomiast „Wisconsin” otrzymał w 1988 pierwsze stanowisko dopuszczone do działań operacyjnych w standardzie Block 1.
System Phalanx był używany na pancernikach „Missouri” i „Wisconsin” podczas wojny w Zatoce w 1991 roku, a sam „Wisconsin” wystrzelił 5200 pocisków kalibru 20 mm.

### Pociski rakietowe
Podczas modernizacji w latach 80. do uzbrojenia pancerników zostały dodane trzy nowe typy uzbrojenia. Pierwszym był zestaw CIWS (przeciwrakietowy i przeciwlotniczy) omówiony powyżej, a pozostałe dwa to zestawy rakietowe używane zarówno przeciw celom lądowym, jak i morskim. Zastanawiano się także nad umieszczeniem na pokładzie zestawów przeciwlotniczych typu Sea Sparrow, ale nie zdecydowano się na ten krok prawdopodobnie ze względu na niską odporność pocisków na olbrzymie ciśnienia wywoływane przez strzelające działa artylerii głównej.

#### Zestaw rakietowy z pociskami typu Tomahawk
Pociski rakietowe BGM-109 Tomahawk Land Attack Missile (TLAM) zostały opracowane w latach 70. i weszły na uzbrojenie Stanów Zjednoczonych w 1983 roku. Zaprojektowany jako poddźwiękowy, dalekiego zasięgu, zdolny do działania w każdych warunkach pogodowych pocisk manewrujący, był przeznaczony do rażenia celów na dystansach do 1350 mil morskich, czyli ponad 50 razy dalej, niż działa artylerii głównej pancerników typu Iowa.

#### Przeciwokrętowe pociski rakietowe Harpoon
Do ochrony przed wrogimi okrętami pancerniki typu Iowa zostały wyposażone w system rakietowy Harpoon Weapons System. Zawiera on czterokontenerowe wzmocnione wyrzutnie Mk 141, przeznaczone dla przeciwokrętowych pocisków rakietowych Boeing RGM-84 Harpoon. Na pokładzie znajdują się cztery wyrzutnie zainstalowane parami po obu stronach komina okrętu. Masa startowa pocisku to 694 kg, wraz z silnikiem startowym o masie 164 kg. Zasięg Harpoona przy prędkości marszowej wynoszącej 0,87 Mach to 64 mil morskich w trybie RBL (Range and Bearing Launch), który polega na załączeniu radaru pokładowego pocisku w możliwie najmniejszej odległości od celu, albo 85 mil morskich w trybie BOL (Bearing Only Launch) z włączonym radarem przeszukującym przestrzeń o kącie 45° po obu stronach trajektorii pocisku.

## Opancerzenie
Poza wielką siłą ognia pancernika, główną cechą definiującą jego nazwę jest opancerzenie. Okręty te posiadają pancerz zdolny wytrzymać ostrzał artylerii o takim samym kalibrze, jak same posiadają, ale konstrukcja opancerzenia i jego umiejscowienie – ściśle związane ze stabilnością okrętu i jego osiągami – to złożona dziedzina wiedzy rozwijana przez dziesięciolecia
Opancerzenie pancerników typu Iowa dzieli się na część nadwodną, której celem jest ochrona jednostki przed ostrzałem artyleryjskim i bombardowaniem z powietrza, i tę położoną poniżej linii wodnej chroniącej okręt przed wybuchami min, blisko eksplodujących bomb oraz przed torpedami.

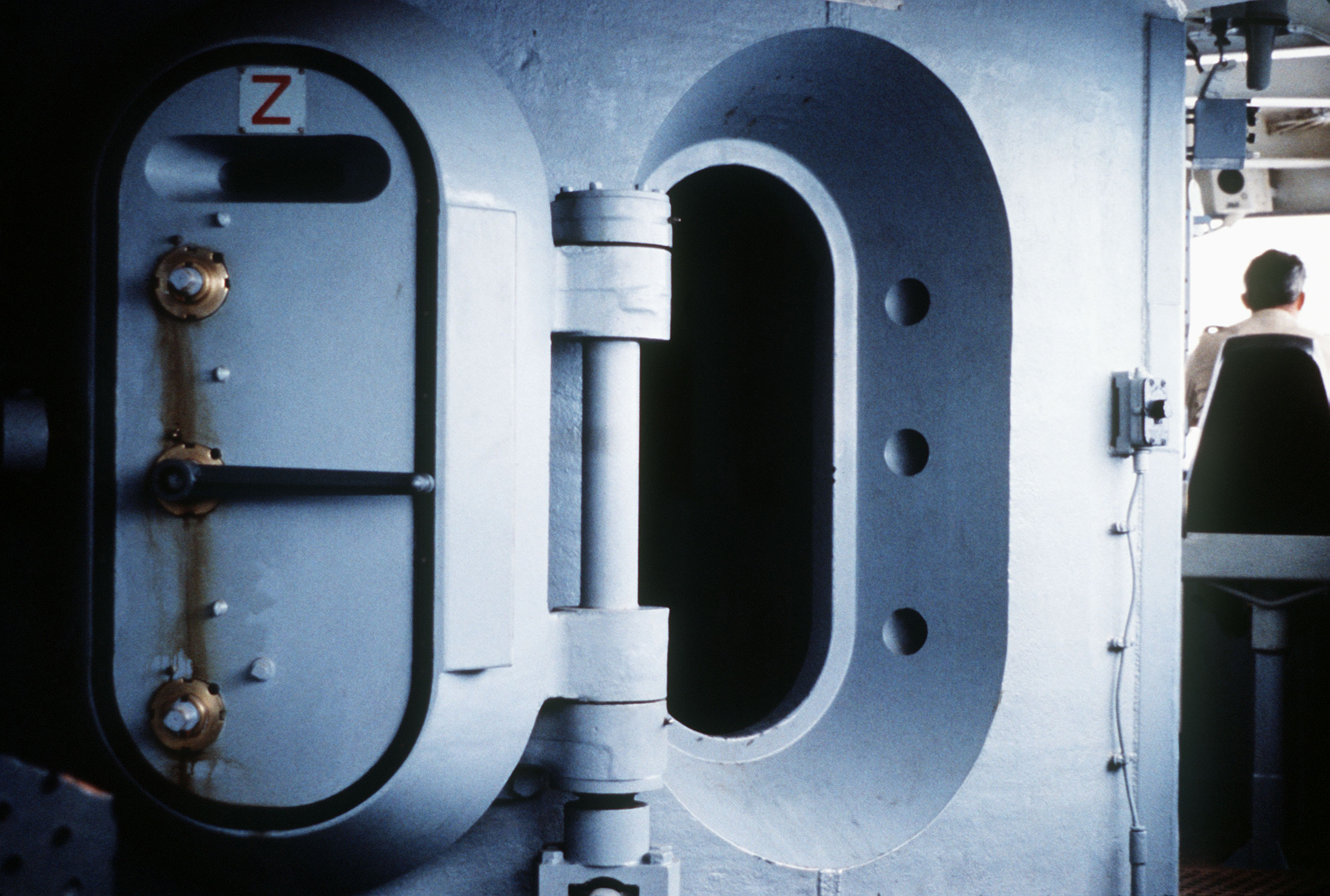
Widok włazu w 43 cm pancerzu cytadeli pancernej „New Jersey”

Ogólnie rzecz ujmując, opancerzenie pancerników typu Iowa jest zasadniczo takie samo, jak we wcześniejszych pancernikach typu South Dakota. Oba typy posiadają główny pas wewnętrzny znacznie różniący się od stosowanego w starszych pancernikach typu North Carolina, który jednak zastosowano bardzo niechętnie ze względu na trudność i duży koszt jego instalacji i napraw. Pas zewnętrzny pancerników North Carolina miał wytrzymywać trafienia pociskami kalibru 356 mm Mark 8 i kalibru 406 mm Mark 5, natomiast dla nowszych typów South Dakota i Iowa wymagano wytrzymałości na trafienia pociskami 406 mm Mark 5 wystrzeliwanych z nowszych armat Mark 6 L/45. W celu podniesienia wytrzymałości pancerza konieczne było pochylenie burt jednostek pod kątem 19°, a dla zachowania stabilności zwiększania szerokości ich kadłubów, co z kolei uniemożliwiało śluzowanie ich przez Kanał Panamski, dlatego ostatecznie zdecydowano się na zastosowanie pasa wewnętrznego.
Ochrona podwodna składa się z systemu grodzi poprzecznych (sekcyjnych i pół-sekcyjnych) oraz burtowego układu grodzi wzdłużnych i potrójnego dna. Burtowy system przeciwtorpedowy zaprojektowano do absorbowania energii eksplozji równoważnej 317 kg czystego TNT trotylu. Wartość ta została określona na podstawie informacji wywiadowczych o największych stosowanych przez Japonię w latach 30. głowicach torped, ale w rzeczywistości największa japońska torpeda kalibru 609 mm, nazywana powszechnie Long Lance (od ang. długa lanca), posiadała głowicę z ładunkiem wybuchowym równoważnym 480–550 kg nieco silniejszego Heksylu. Na szczęście w praktyce okazało się (patrz storpedowanie USS „North Carolina”), że bierna ochrona przeciwtorpedowa amerykańskich pancerników spisuje się o wiele lepiej, niż wynikałoby to z projektu. Ochrona przeciwtorpedowa pancerników typu Iowa jest praktycznie taka sama, jak starszych South Dakota. Każda burta jest chroniona przez cztery grodzie wzdłużne, z czego gródź nr 3 jest w istocie przedłużeniem burtowego pasa pancernego (miał chronić wnętrze pancerników przed tzw. pociskami nurkującymi). W przeciwieństwie do starszych pancerników (gdzie grodzie kończyły się na wysokości pokładu pancernego), wszystkie grodzie wzdłużne ciągnęły się od potrójnego dna aż do pokładu górnego, dzieląc kadłub na niezależne sekcje i podsekcje. Przedziały pomiędzy grodziami przekształcono w zbiorniki paliwa, co znacznie podniosło walory ochronne całego systemu przeciwtorpedowego. Zadaniem zbiorników z płynem jest deformacja i pochłonięcie siły eksplozji, a także zatrzymanie większości odłamków. Pusty zbiornik wewnętrzny przewidziano w celu zatrzymania wszelkich przecieków i ochrony przed zalaniem wnętrza okrętu. Pancerny pas wewnętrzny miał powstrzymać pocisk nurkujący lub odłamki powstałe po wybuchu głowicy torpedy, które mogłyby ewentualnie przebić obie warstwy zbiorników. W 1943 odkryto, że gródź nr 3 (pas pancerny) jest zbyt sztywna, by prawidłowo ugiąć się pod naporem eksplozji dużej głowicy torpedowej. Usprawnienia systemu przeciwtorpedowego miały być zastosowane w dwóch ostatnich okrętach tego typu USS „Illinois” i USS „Kentucky”, których jednak nigdy nie ukończono. Na pozostałych jednostkach wprowadzono jedynie zmiany zasad co do wypełniania zbiorników cieczą – od tamtej pory zalewane były zbiorniki zewnętrzne by zmniejszyć obciążenie grodzi nr 3 w przypadku wybuchu ciężkiej głowicy torpedowej lub miny.
| Grubość opancerzenia pancerników typu Iowa | |
| Pas pancerny                               | 310 mm (12,2 cala) + 22 mm (0,75 cala) + 38 mm (1,5 cala) + 16 mm (0,625 cala)                                              |
| Grodzie cytadeli                           | 368 mm (14,5 cala) |
| Barbety                                    | 439 mm (17,3 cala) |
| Wieże                                      | przód: 495 mm (19,7 cala) boki: 305–241 mm (12-9,5 cala) strop: 184 mm (7,25 cala)                                          |
| Pokłady                                    | górny: 38 mm (1,5 cala) pancerny: 153–184 mm (6-7,2 cala) p. odłamkowy: 16 mm (0,625 cala) dolny: 16–13 mm (0,625-0,5 cala) |

## Samoloty

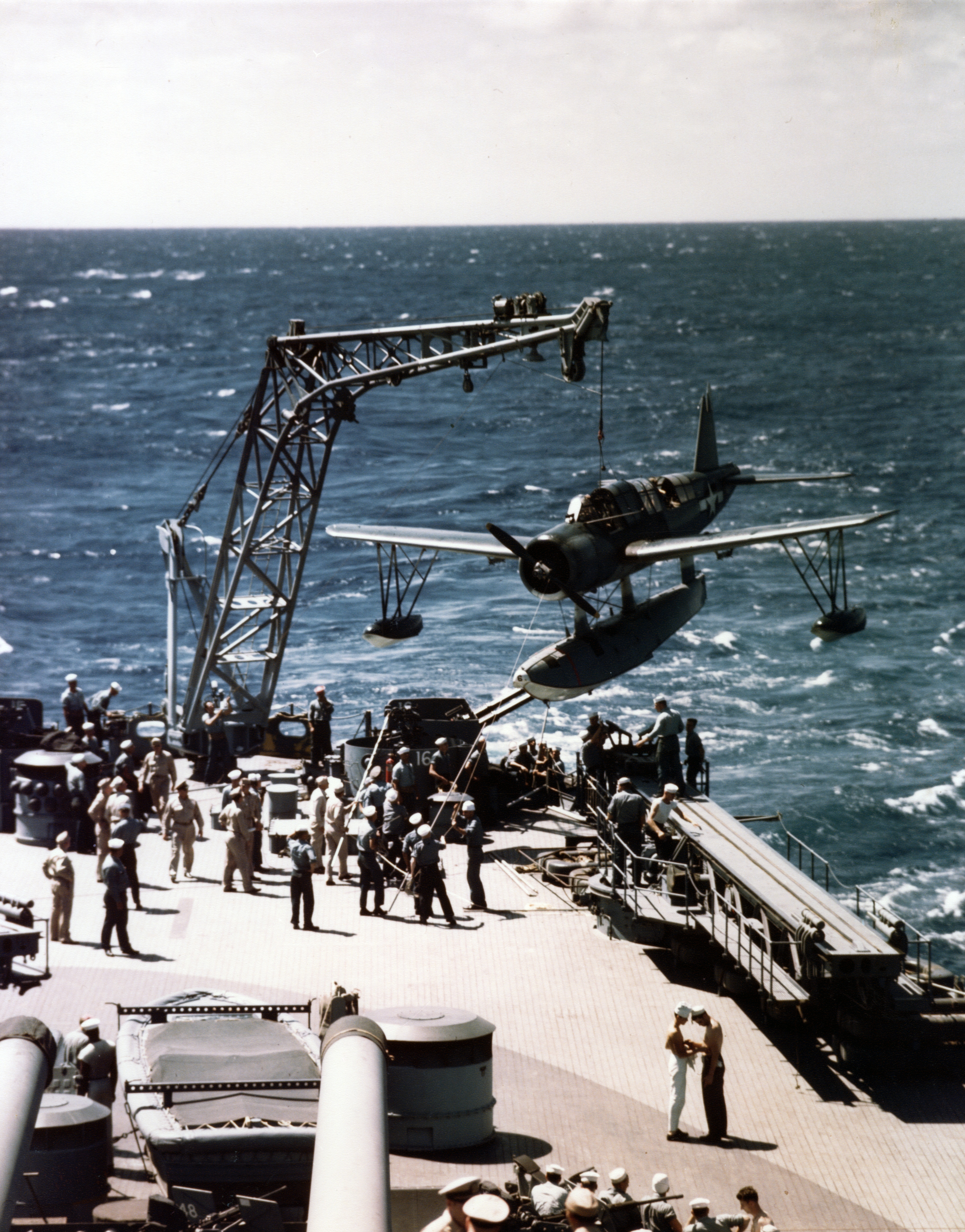
Vought OS2U Kingfisher podnoszony na pokład USS „Missouri” po misji bojowej w 1944 roku. Poniżej samolotu widoczna katapulta służąca do wspomagania startu samolotów z pokładu pancernika.

Na pokładach pancerników typu Iowa wykorzystywano kilka typów statków powietrznych przeznaczonych do rozpoznania i naprowadzania artylerii. Pierwszymi były wystrzeliwane ze znajdującej się na pokładzie rufowym katapulty wodnosamoloty. Po zakończeniu misji lądowały one na powierzchni morza, skąd znajdującym się na rufie dźwigiem były podnoszone z powrotem na pokład startowy.

### Kingfisher
Pierwszym samolotem będącym na wyposażeniu pancerników typu Iowa był lekko uzbrojony wodnosamolot rozpoznawczy Vought OS2U Kingfisher, zaprojektowany w 1937. Pancernik przenosił trzy takie samoloty, dwa na katapultach startowych i jeden zapasowy umieszczony na wózku niedaleko katapult
Duży pułap operacyjny Kingfisherów czynił je doskonałymi do wypełniania ich głównej misji: obserwacji skuteczności ognia artylerii okrętowej i ewentualnego korygowania współrzędnych celu przez radio. Wodnosamoloty pełniły również służbę ratowniczo-poszukiwawczą załóg zestrzelonych lub zmuszonych do lądowania na wodzie maszyn lotnictwa morskiego.

### Seahawk
W czerwcu 1942 Biuro Aeronautyki US Navy zgłosiło zapotrzebowanie na nowy morski wodnosamolot, który miał zastąpić Kingfishery i nieudane Curtiss SO3C Seamew. Jednym z kryteriów wyboru nowej maszyny była możliwość instalacji zarówno klasycznego podwozia kołowego jak i pływaków.
Wytwórnia Curtiss przedstawiła projekt swojej maszyny 1 sierpnia, a już 25 sierpnia otrzymała zamówienie na dwa prototypy i pięć maszyn do testów bojowych. Pierwsza maszyna prototypowa oznaczona jako XSC-1 została oblatana 16 lutego 1944 w Columbus w stanie Ohio. Pierwsza maszyna seryjna została dostarczona w październiku 1944, a na początku 1945 jednomiejscowy wodnosamolot Curtiss SC Seahawk zastąpił Kingfishery.

### Śmigłowce
Około 1949 zastąpiono znajdujące się na wyposażeniu pancerników typu Iowa wodnosamoloty śmigłowcami. Do momentu demontażu katapult z pokładu rufowego, za lądowisko dla śmigłowców służył strop drugiej wieży artylerii głównej pancerników. Gdy na pokładzie rufowym znajdowały się śmigłowce, strzelanie ze zlokalizowanej w tylnej części okrętu trzeciej wieży artylerii głównej nie było możliwe
Do zadań śmigłowców poza misjami ratowniczo-poszukiwawczymi należał transport ładunków i ludzi pomiędzy okrętami i lądem. Zrezygnowano natomiast z wykorzystania śmigłowców do kierowania artylerią. Tak jak wcześniej dla wodnosamolotów, także i dla śmigłowców nie przewidziano na pancernikach hangarów. Na pokładach pancerników Iowa mogło lądować 6 typów śmigłowców: Bell UH-1 Iroquis, Kaman SH-2 Seasprite, Boeing CH-46 Sea Knight, Sikorsky HO3S-1, Sikorsky CH-53 Sea Stallion i Sikorsky SH-60 Seahawk.

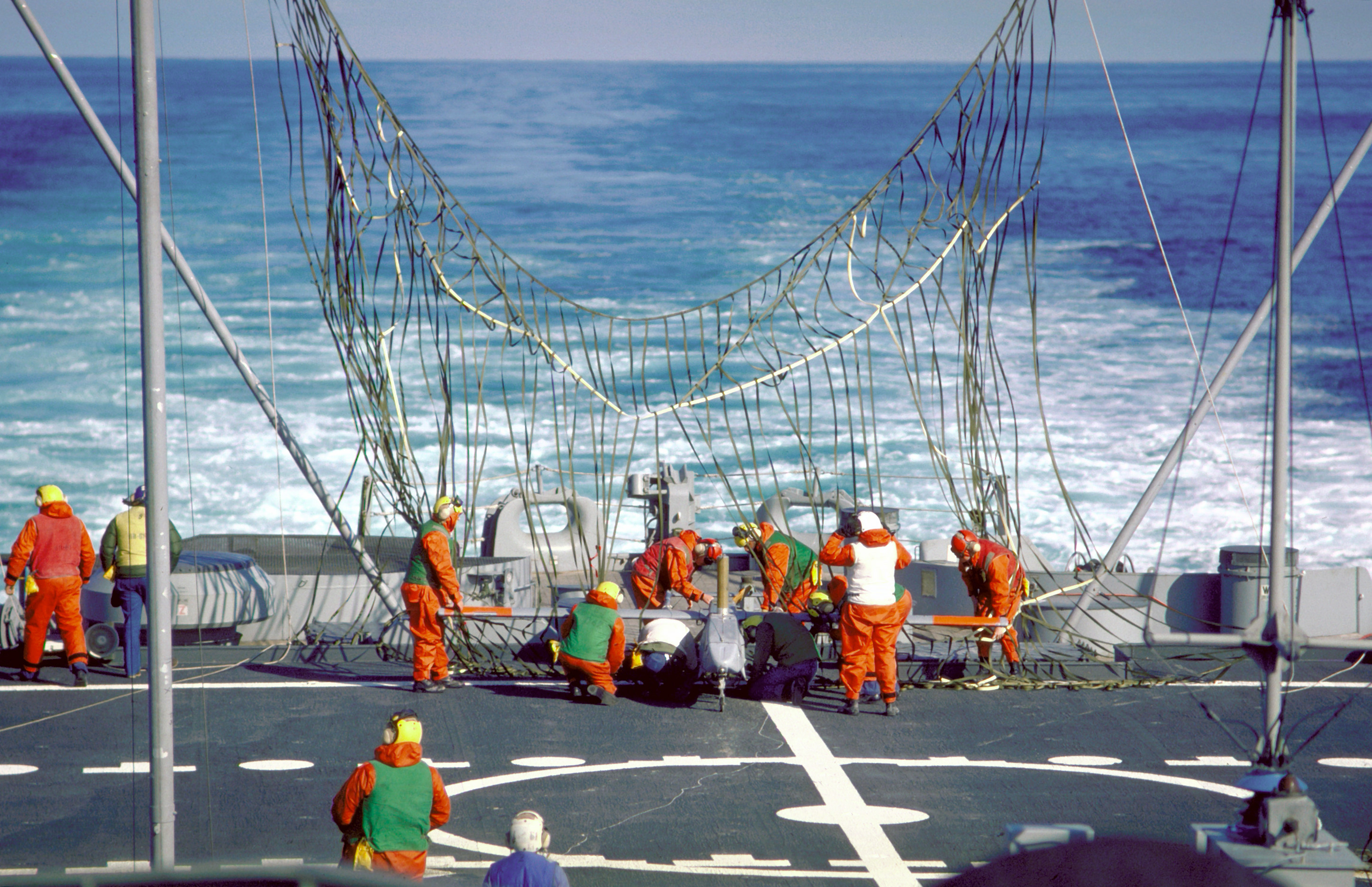
Przechwytywanie bezzałogowego aparatu latającego UAV RQ-2 Pioneer przez załogę pancernika „Iowa”. Wystrzelony z pokładu pancernika Pioneer był kierowany do specjalnej sieci, która wyhamowywała jego lot, pozwalając na wielokrotne użycie urządzenia.

### Pioneer
W 1985 Marynarka Wojenna Stanów Zjednoczonych pod wpływem udanych prób z izraelskimi bezzałogowymi aparatami latającymi, które przeprowadzono na początku lat 80., rozpoczęła poszukiwania podobnego urządzenia typu UAV, z przeznaczeniem do kierowania artylerią właśnie przywróconych do służby pancerników. W rezultacie opracowano zdalnie sterowany RQ-2 Pioneer, który po raz pierwszy znalazł się na wyposażeniu pancerników typu Iowa w grudniu 1986
Wystrzeliwanie Pioneerów odbywa się z rufowego pokładu przy pomocy rakietowych silników startowych RATO odrzucanych krótko po starcie. Napęd urządzenia stanowi silnik ze śmigłem pchającym zainstalowanym w tylnej części kadłuba i zdolny rozpędzić go do prędkości 40 m/s. Maksymalna długość misji Pioneera to cztery godziny. Na pokładzie UAV znajduje się zainstalowana pod kadłubem kamera transmitująca na żywo obraz pola walki umożliwiając korygowanie namiarów artylerii. Ze względu na bardzo trudny manewr lądowania aparatu bez niebezpieczeństwa uszkodzenia jego samego lub urządzeń pokładowych, zdecydowano się na zastosowanie łapacza w postaci sieci.
Każdy z pancerników może przenosić do ośmiu aparatów UAV Pioneer, czasami określanych jako RPV (Remotely oPerated Vehicle – pojazd pilotowany zdalnie).
Urządzenia Pioneer przykuły uwagę społeczności międzynarodowej w 1991 podczas działań w ramach operacji Pustynna Burza, kiedy to intensywnie wykorzystywano je z pokładów pancerników Missouri i Wisconsin. Drugi z pancerników był pierwszym okrętem, który spowodował poddanie się wrogich jednostek przy pomocy zdalnie kierowanego aparatu UAV

## Radar i systemy walki elektronicznej
Od momentu wprowadzenia pierwszego radaru na wyposażenie pancernika USS „Texas”, urządzenia te były wykorzystywane do rozpoznania sytuacji w powietrzu i na powierzchni morza, oraz jako elementy systemów kierowania ogniem artylerii pokładowej. Po modernizacji w latach 80. pancerniki typu Iowa zyskały dodatkowo możliwość wykorzystania środków walki elektronicznej przeciwko wrogim samolotom i pociskom.

### Radar

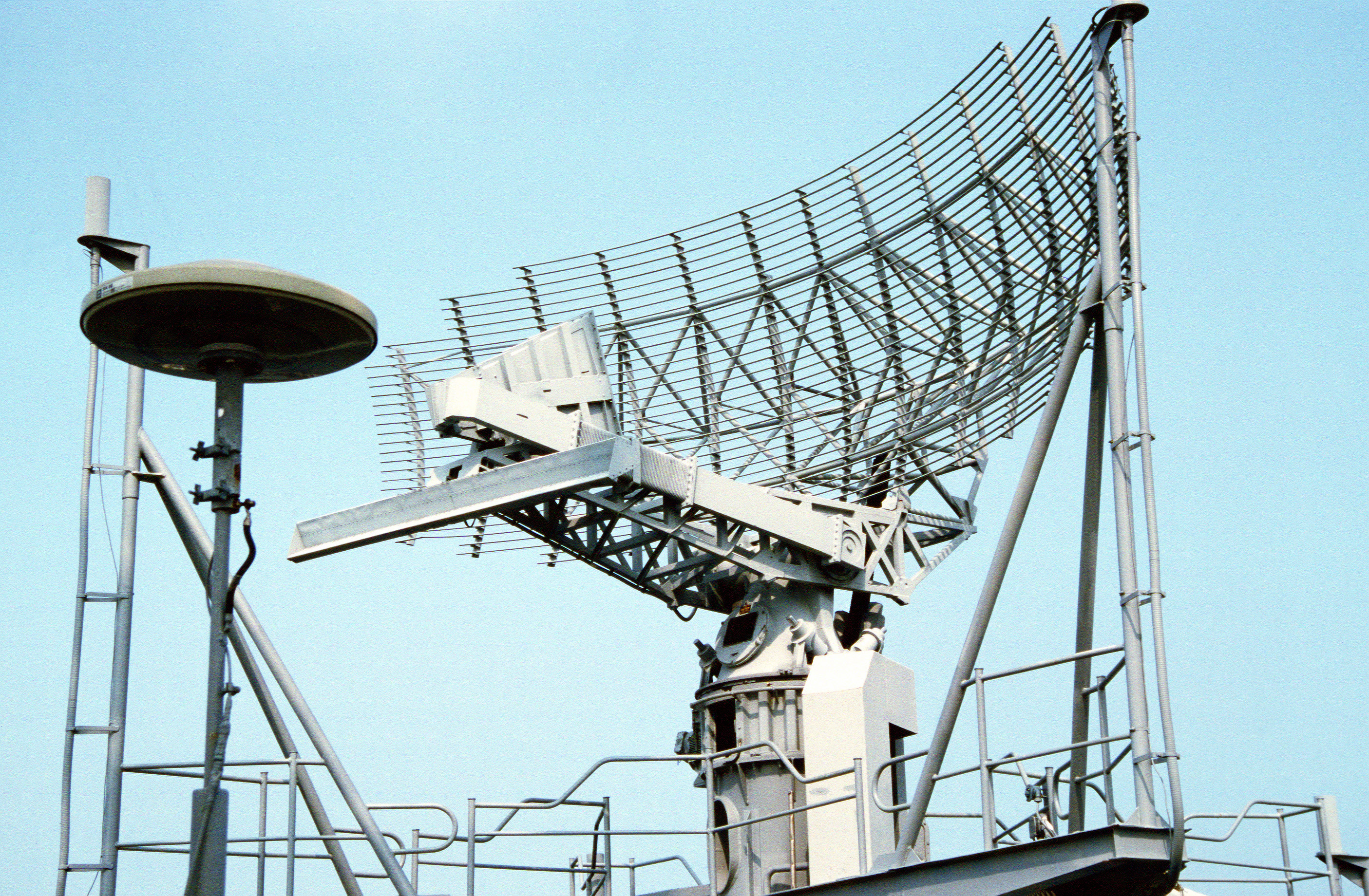
Radar AN/SPS-49 przeszukujący przestrzeń powietrzną zainstalowany na pokładzie lotniskowca „Abraham Lincoln”

Każdy z czterech pancerników typu Iowa jest wyposażony w zestaw radarowy dalekiego zasięgu AN/SPS-49 pracujący w paśmie L, który umożliwia przeszukiwanie przestrzeni powietrznej i automatyczne wykrywanie, oraz dostarczanie danych o położeniu i prędkości celów. AN/SPS-49 dostarcza do systemów pokładowych okrętu dokładne dane na temat odległości od celu, jego azymutu, pułapu, poziomu odbicia promieniowania radarowego i prędkości kątowej. Dodatkowo dane o odległości od celu i jego kursie są prezentowane na ekranie z planem sytuacyjnym okrętu

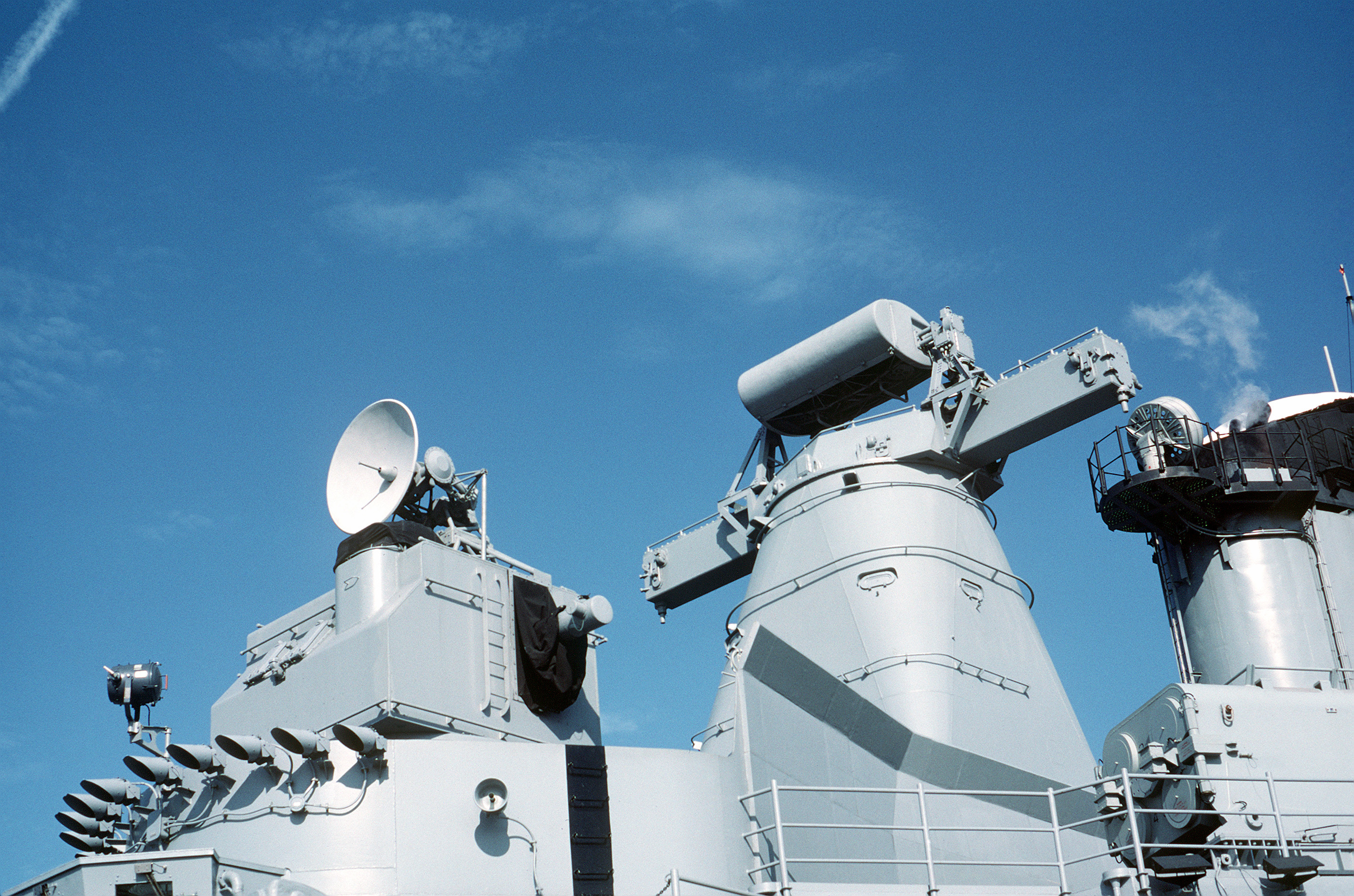
Radar kierowania ogniem artylerii zainstalowany na pokładzie USS „Iowa” (rufa po lewej stronie)

Radar AN/SPS-49 wykorzystuje do obserwacji stabilizowaną w poziomie antenę zapewniającą zbieranie danych o nisko lecących celach przy każdym stanie morza, oraz możliwość przełączenia w tryb obserwacji zagrożeń przemieszczających się na dużych pułapach i nurkujących w kierunku okrętu w niewielkiej od niego odległości. Zewnętrzne sterowanie radarem AN/SPS-49 oraz sprzężenie z systemami kontroli i sterowania okrętem umożliwia przetworzenie danych na temat celów i odpowiednie ich oznaczenie i alarmowanie w chwili zaistnienia zagrożenia.
Radar AN/SPS-49 posiada wiele cech pozwalających zoptymalizować jego funkcjonalność: automatyczne wykrywanie celów przy pomocy przetwarzania dopplerowskiego z wykorzystaniem map zakłóceń, które zapewniają dobrą detekcję przy różnych typach niepożądanego rozpraszania sygnału, odróżnianie celów poruszających się od stacjonarnych, oraz detekcja celów przy obecności zakłóceń i środków przeciwdziałania elektronicznego takich jak dipole elektromagnetyczne.

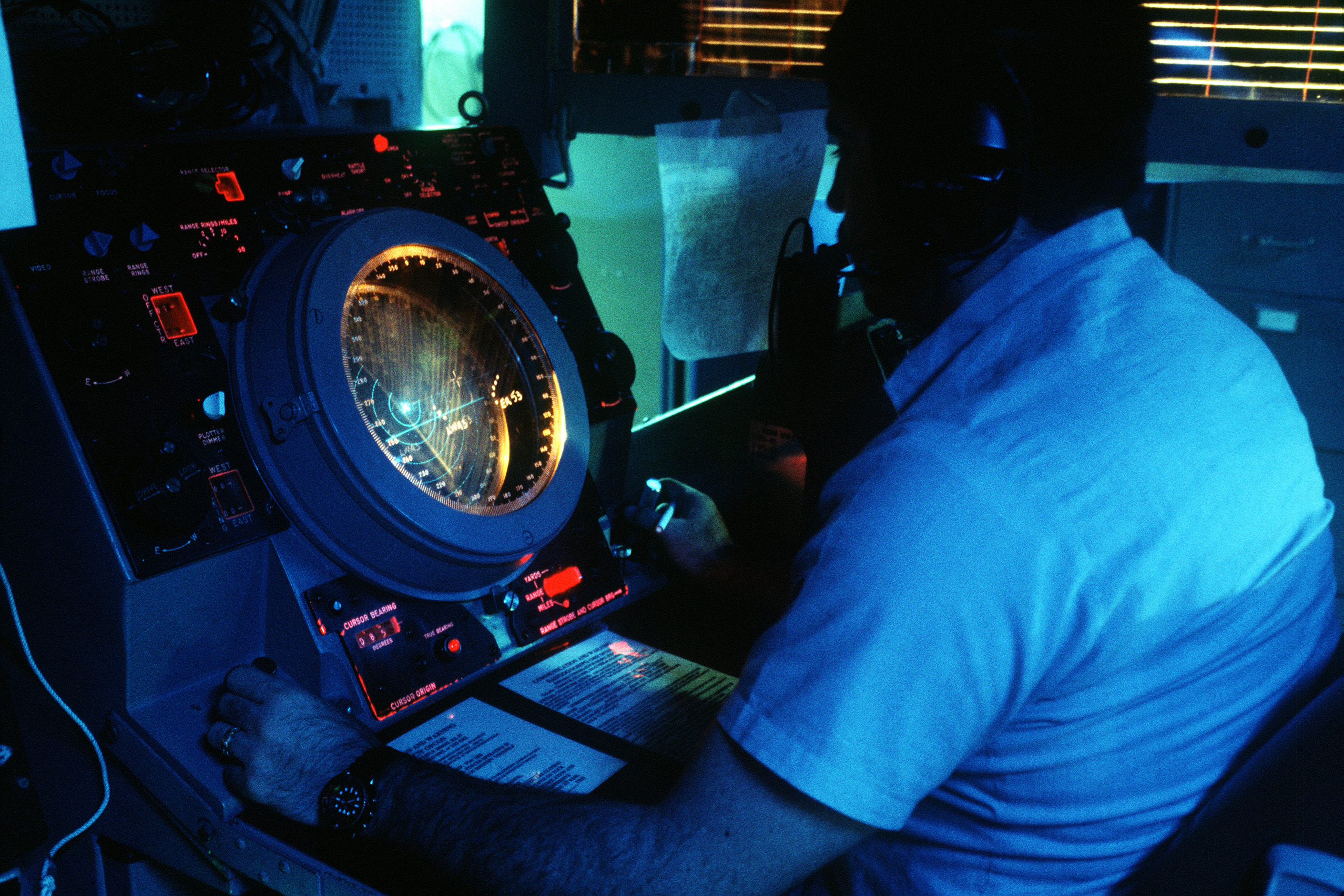
Operator radaru AN/SPS-67 na pokładzie USS „Missouri”

Pancerniki typu Iowa są również wyposażone w zestaw radarowy AN/SPS-67, o krótkim zasięgu, wykorzystywany do namierzania celów powierzchniowych i w ograniczonym zakresie nisko lecących celów powietrznych, oraz nawigacji. Radar AN/SPS-67 zastąpił starszy typ AN/SPS-10 i wykorzystuje bardziej niezawodną antenę, a ponadto ze względu na modułową budowę jest prostszy w obsłudze i naprawach. Radar ten charakteryzuje się bardzo dobrymi parametrami w złych warunkach pogodowych lub wzburzonym morzu i jest bardzo przydatny do nawigacji w zatokach, ze względu na zdolność do wykrywania boi i innych małych przeszkód wodnych.
Zestaw AN/SPS-67(V)1 jest radarem impulsowym dostarczającym dane o odległości i azymucie celu zaprojektowanym głównie do wykrywania obiektów powierzchni na morza z drugorzędną funkcją detekcji nisko lecących celów w tym pocisków przeciwokrętowych. Radar działa w paśmie od 5450 do 5825 MHz i wykorzystuje koncentryczny magnetron. Może on odbierać i nadawać sygnały w trybie impulsów długich (1,0 ms), średnich (0,25 ms) i krótkich (0,10 ms) w celu polepszenia wykrywania w zależności od sytuacji. Częstotliwość pracy magnetronu jest zależna od długości impulsów i wynosi odpowiednio 750, 1200 i 2400 impulsów/sekundę.

### Urządzenia walki elektronicznej

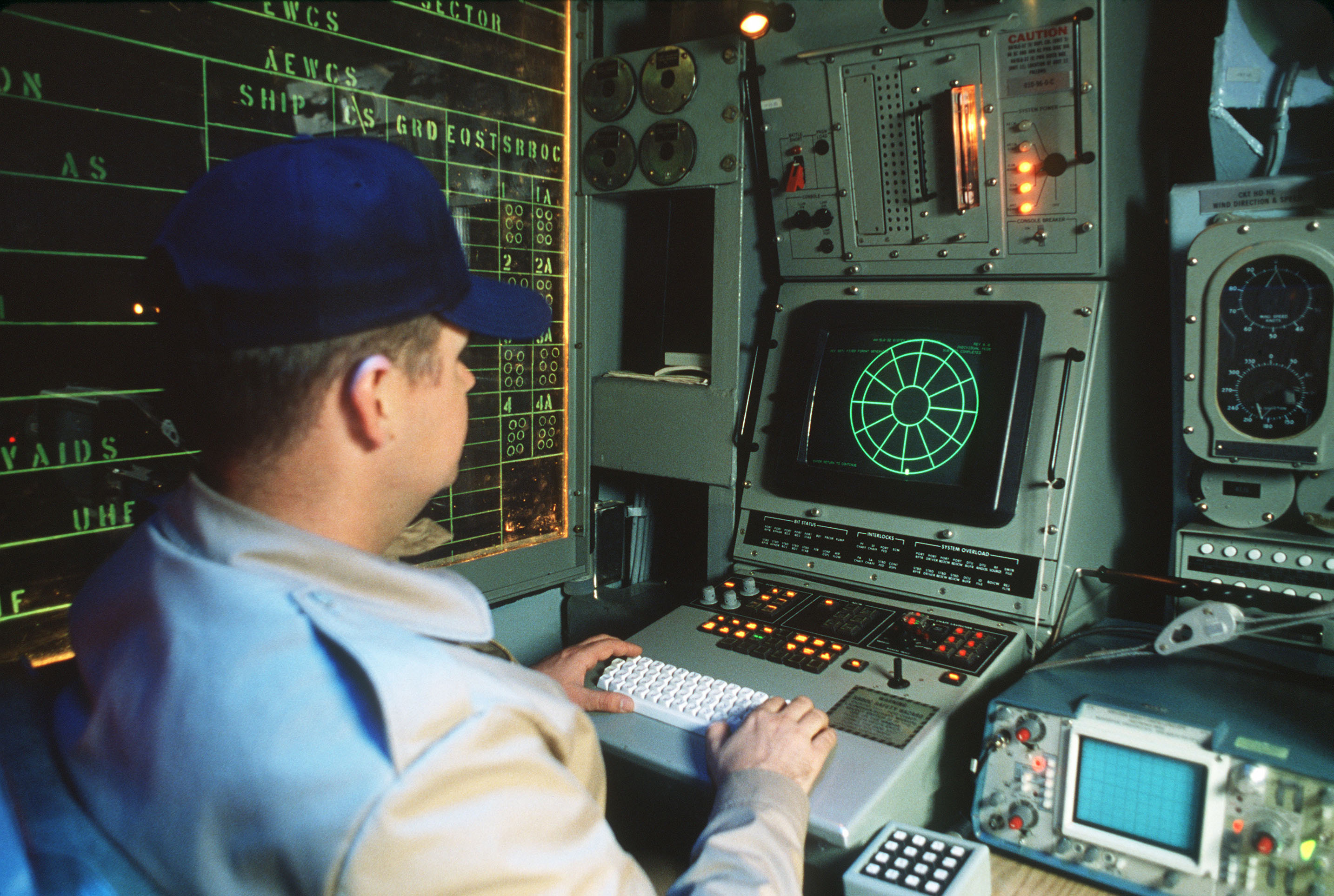
Stanowisko systemu ostrzegania przed opromieniowaniem wiązką radarową (SLQ-32) na pokładzie pancernik USS „Iowa”

Gdy w 1967 siły zbrojne Egiptu zatopiły izraelski niszczyciel „Eilat” przy pomocy radzieckiego pocisku przeciwokrętowego P-15 (w kodzie NATO jako SS-N-2 Styx), szefostwo operacji morskich zdecydowało o stworzeniu rodziny niedrogich środków walki elektronicznej, które mogłyby uzupełnić lub zastąpić istniejące lub planowane do zainstalowania we wczesnych latach 70. O słuszności tej decyzji przekonano się po przeprowadzeniu analizy zainstalowanych na większości amerykańskich okrętów systemów AN/WLR-1 i AN/ULQ-6, które dowiodły, że żaden z nich nie jest w stanie przeciwdziałać trafieniom przeciwokrętowymi pociskami manewrującymi. Dodatkowo uzbrojenie artyleryjskie okrętów było nieskuteczne, ze względu na niską wykrywalność pocisków przeciwokrętowych. W rezultacie w 1979 opracowano zestaw do walki elektronicznej AN/SLQ-32(V) zdolny do wczesnego ostrzegania przed zagrożeniami i automatycznego odpalania dipoli elektromagnetycznych i przynęt, których zadaniem było zakłócenie pracy radarów pokładowych pocisków lub zmiana ich trajektorii. System ten w wersji SLQ-32(V)3 został zainstalowany na pokładach pancerników typu Iowa w latach 80.

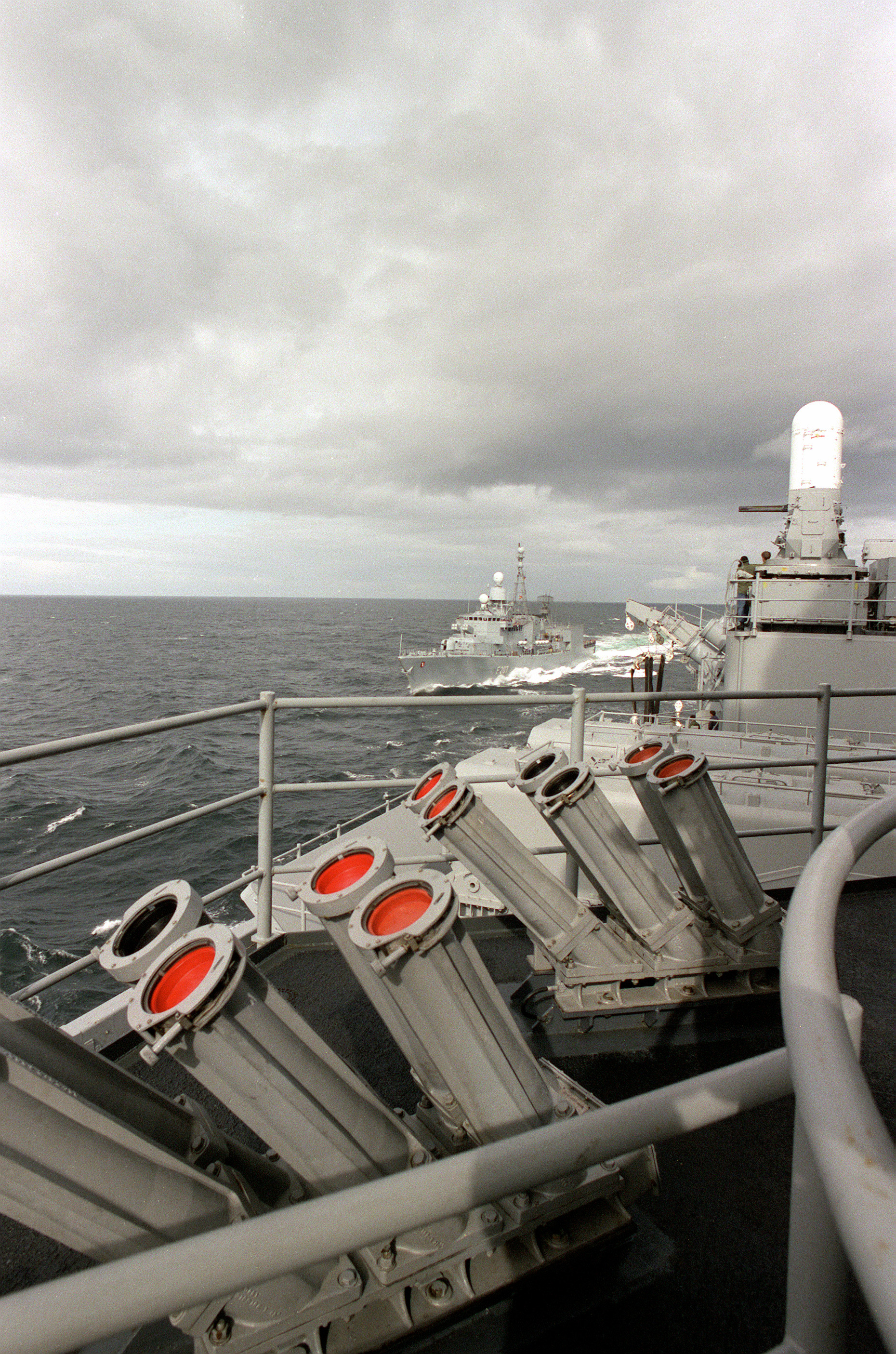
System SRBOC na pokładzie USS „Iowa”

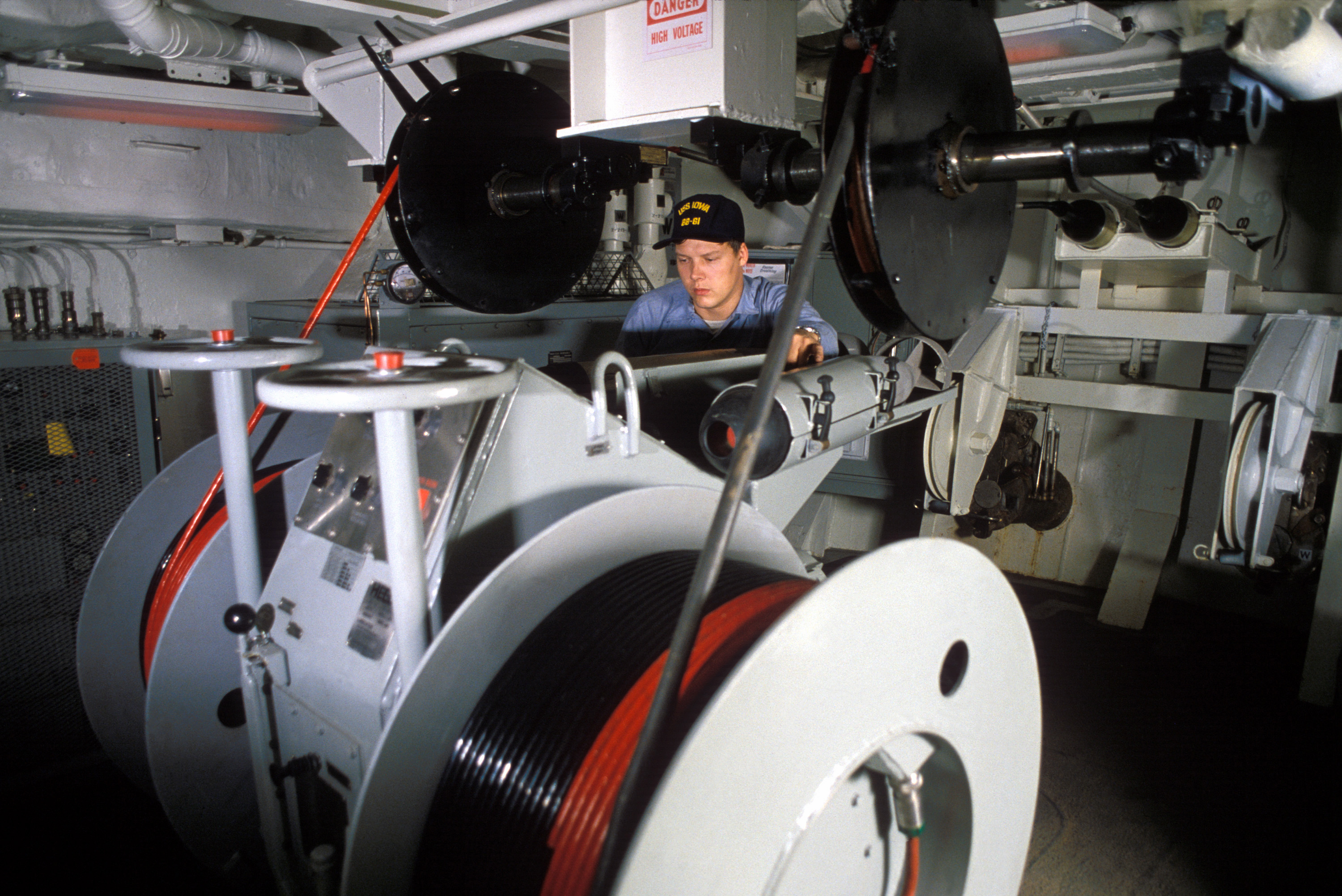
AN/SLQ-25 Nixie na pokładzie

Aby przeciwdziałać zagrożeniom ze strony okrętów podwodnych, pancerniki typu Iowa zostały wyposażone w holowany zestaw AN/SLQ-25 Nixie wykorzystywany przez okręty wojenne Stanów Zjednoczonych i państw sprzymierzonych. Zawiera on urządzenia wabiące torpedy i generator sygnatury okrętu, które mają za zadanie zafałszowanie odczytu głowic samonaprowadzających torped i odciągnięcie ich od okrętu. System Nixie zakłóca pracę sonaru pasywnego torpedy poprzez emisję sygnału symulującego dziób okrętu, oraz hałas śrub napędowych i silników, które zagłuszają analogiczne źródła dźwięku rzeczywistej jednostki. Sonary aktywne są oszukiwane przez system poprzez wzmacnianie i odsyłanie odbieranych sygnałów, co stwarza wrażenie znacznie większego, ale fałszywego celu.
Podczas modernizacji przeprowadzonej w latach 80. każdy z pancerników typu Iowa został wyposażony w system Mark 36 Super Rapid Bloom Offboard Chaff (SRBOC) służący do wystrzeliwania ładunków z pułapkami elektromagnetycznymi w postaci chmur dipoli (pasków folii metalowej), tworzących poprzez zakłócenie odbicia promieniowania radarowego fałszywy obraz celu dla pocisków rakietowych.

## Ewolucja wyposażenia pancerników

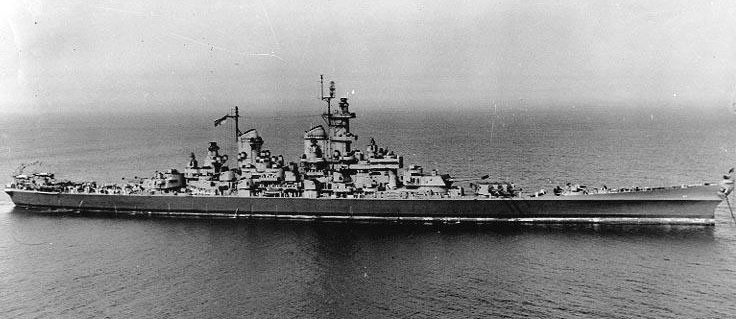
USS „Wisconsin” w 1944 roku

Różnice w wyposażeniu pancerników typu Iowa, USS „Wisconsin” w 1944 roku (powyżej), a USS „New Jersey” w 1985 (poniżej).
Konstrukcja masztów: w 1944 dwa małe maszty na obu kominach, na maszcie bliżej dziobu antena radaru SK-2. W 1985 tylko na pierwszym kominie duży kratownicowy maszt z anteną radaru SPS-49. Pomiędzy kominami w 1944 znajdowały się stanowiska artylerii przeciwlotniczej, a w 1985 kontenerowe wyrzutnie pocisków manewrujących BGM-109 Tomahawk.
Pozostałe różnice w uzbrojeniu: w 1944 na stropach wież artylerii głównej znajdowały się stanowiska przeciwlotnicze, tak samo jak na pokładach dziobowym i rufowym. Na pokładzie rufowym w 1944 znajdowały się katapulty startowe wodnosamolotów i dźwigi do ich podnoszenia z powierzchni wody. Później katapulty zdemontowano i w 1985 znajdowało się tam lądowisko dla śmigłowca.
Charakterystyczny jest też mały w 1944 numer jednostki i znacznie łatwiej rozpoznawalny w 1985.

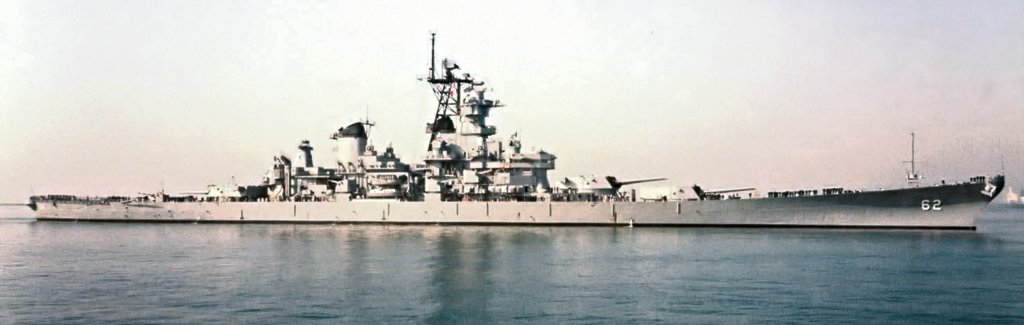
USS „New Jersey” w 1985

## Maszynownia

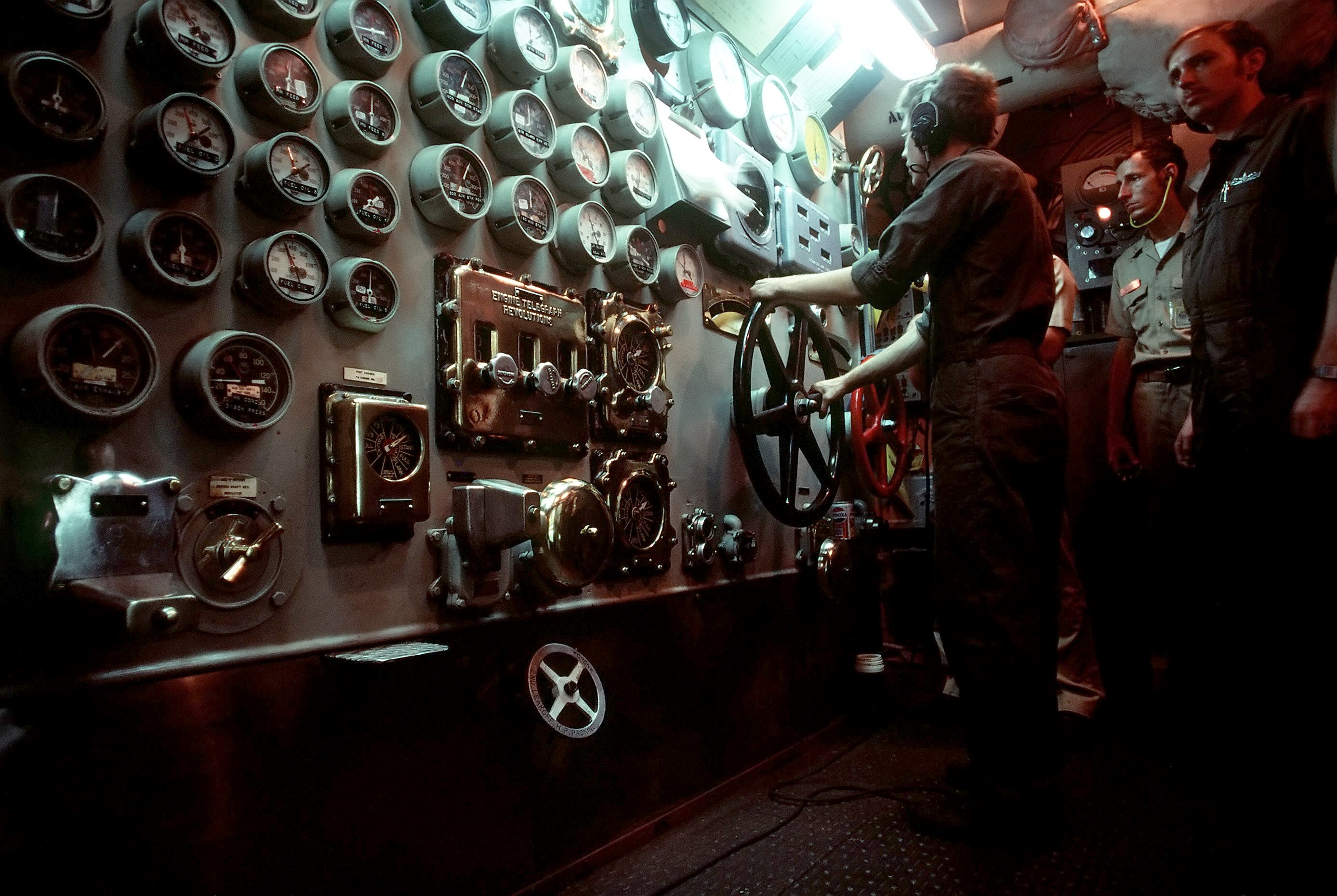
Członek załogi sterujący przepustnicą w głównym pomieszczeniu maszynowni pancernika „New Jersey”

Pancerniki typu Iowa są najszybszymi jednostkami tej klasy, jakie kiedykolwiek pływały i są zdolne rozwinąć prędkość 33 węzłów (61 km/h), a nawet więcej. Maszynownia okrętu mieści cztery zespoły turbin parowych General Electric z podwójnym rozprężaniem pary. Każda z turbin napędza wał na którego końcu znajduje się śruba. Zewnętrzne śruby pancerników typu Iowa mają średnicę 5,5 m i cztery łopaty, natomiast nieznacznie mniejsze wewnętrzne o średnicy 5,3 m mają po pięć łopat.
Osiem kotłów parowych Babcock & Wilcox typu M podgrzewa wodę do temperatury wyższej niż 430 °C, wytwarzając parę o ciśnieniu 4500 kPa.
Zespoły turbin z dwustopniowym rozprężaniem posiadają po dwie turbiny wysokiego i niskiego ciśnienia. Najpierw para kierowana jest do turbin wysokiego ciśnienia obracających się z prędkością 2100 obrotów na minutę, gdzie rozpręża się i znacznie szerszymi przewodami jest doprowadzana do turbin niskiego ciśnienia, osiągając już tylko 300 kPa. Zadaniem turbin niskiego ciśnienia jest podniesienie sprawności układu i odzyskanie resztki energii z rozprężanej pary.
Po opuszczeniu turbiny niskiego ciśnienia para trafia do skraplacza, gdzie znów zamienia się w wodę i trafia z powrotem do kotłów. Tracona w procesie ogrzewania i chłodzenia woda, której ubytek dobowy może dochodzić do 227 000 litrów (3 litry na sekundę), jest uzupełniana z zapasów wody słodkiej. Po napełnieniu kotłów, pozostała woda słodka jest wykorzystywana do celów spożywczych, do mycia, prania, gotowania, itd. Wszystkie, poza jedną, toalety na okręcie, są spłukiwane wodą morską w celu zaoszczędzenia tej nadającej się do picia
Turbiny wysokiego ciśnienia mogą obracać wały napędowe z prędkością do 2000 obr./min. Prędkość ta jest redukowana w przekładni do maksymalnie 225 obr./min. z jaką obracają się śruby.

### Elektryczność

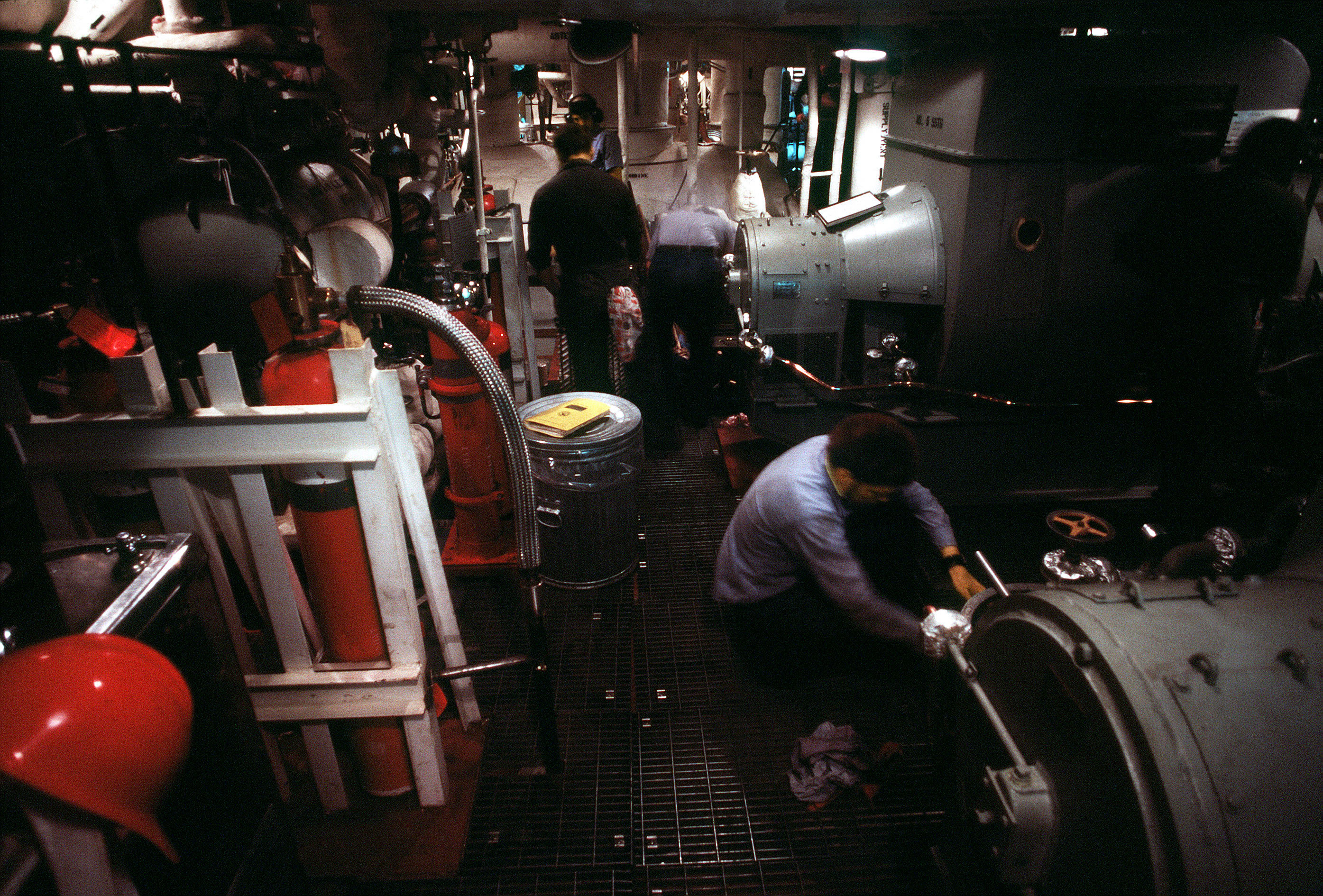
Członek załogi obsługujący generatory na pokładzie pancernika „New Jersey”

Elektryczność zasila wiele systemów pokładowych okrętu włącznie z mechanizmami obracania wież artyleryjskich i ustawianiem kąta dział. Każda z czterech maszynowni posiada po dwa generatory energii elektrycznej nazywane SSTG (od Ship's Service Turbine Generators – siłownie turbinowe okrętu) wyprodukowane przez Westinghouse. Każdy z generatorów produkuje 1,25 MW energii co daje łącznie 10 MW. Każda z turbin siłowni jest napędzana parą z tych samych kotłów, które napędzają okręt. Ponadto okręt posiada dwa generatory awaryjne o mocy 25 kW zasilane silnikami Diesla.
Aby naprawić lub ominąć uszkodzone podczas walki obwody elektryczne, na niższych pokładach okrętu znajdują się grube trójżyłowe kable, którymi może być poprowadzona energia do najważniejszych systemów pokładowych. System kabli i złącz nosi nazwę Casualty Power System.

## Potencjał reaktywacyjny

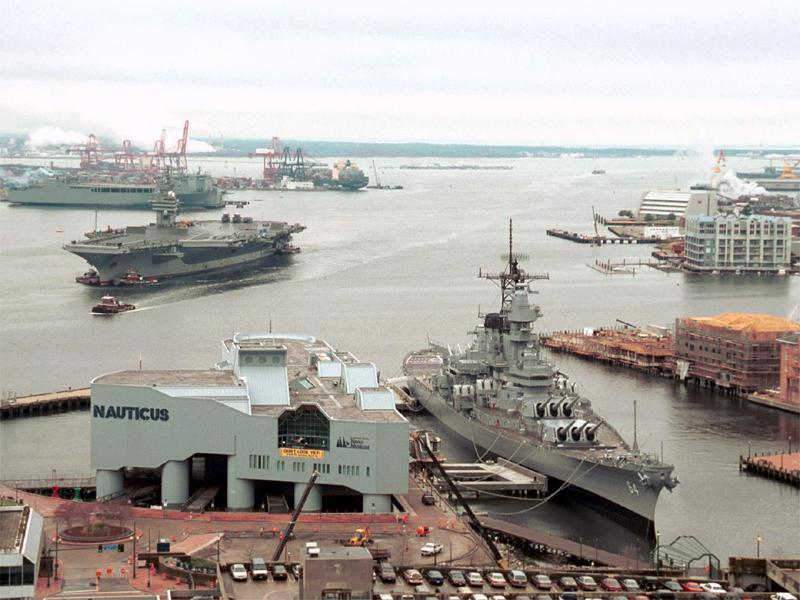
USS „Wisconsin” zacumowany w Norfolk w stanie Wirginia, jako jeden z trzech pancerników typu Iowa udostępnionych jako okręt-muzeum i jeden z dwóch utrzymywanych na stanie floty rezerwowej z możliwością przywrócenia do służby

Po zakończeniu II wojny światowej Stany Zjednoczone utrzymywały wszystkie cztery pancerniki typu Iowa na stanie Floty Rezerwowej Stanów Zjednoczonych, bardziej znanej pod nazwą mothball fleet (naftalinowa flota), które ze względu na bardzo dużą siłę ognia wielokrotnie przywracano do służby (reaktywowano), głównie do zadań wsparcia artyleryjskiego z morza. US Navy zdecydowała się utrzymywać pancerniki w uzbrojeniu na długo po tym, jak rozwój lotnictwa i precyzyjnie naprowadzanej amunicji oraz oszczędności budżetowe spowodowały wycofanie i złomowanie podobnych jednostek w innych państwach. Główną odpowiedzialność za taki stan rzeczy ponosi Kongres Stanów Zjednoczonych, gdyż jego członkowie motywowali swą decyzję dużą użytecznością wielkokalibrowej artylerii, jakiej nie mogła zaoferować lżejsza, mniejsza, ale i tańsza artyleria pokładowa krążowników i niszczycieli.
Dowództwo US Navy, które postrzegało pancerniki jako jednostki zbyt drogie w utrzymaniu, wywierało nacisk na Kongres w celu uzyskania zgody na wykreślenie dwóch ostatnich jednostek USS „Iowa” i USS „Wisconsin” z Rejestru Okrętów Marynarki Wojennej i w zamian przyspieszenie rozwoju precyzyjnej amunicji dalekiego zasięgu oraz nowych okrętów zdolnych do spełnienia wymagań piechoty morskiej w kwestii wsparcia operacji lądowych z morza.
Marynarka wojenna planowała zwiększenie zasięgu pocisków artylerii kalibru 127 mm stanowiącej wyposażenie niszczycieli rakietowych typu Arleigh Burke wersji Flight I (od USS „Arleigh Burke” do USS „Ross”) poprzez wyposażenie ich w naprowadzaną amunicję zwiększonego zasięgu (ang. Extended Range Guided Munition – ERGS), która miała umożliwić precyzyjne strzelanie na odległość do 40 mil morskich w głąb lądu. Program rozpoczęty w 1996 został wyceniony na 78,6 miliona dolarów i do chwili obecnej (2007) koszt ten wzrósł czterokrotnie, a planowany czas wprowadzenia nowych pocisków do uzbrojenia przesunięty został z 2001 na 2011. Prawdopodobnie nie spełnią one wymagań piechoty morskiej dla celów wsparcia artyleryjskiego operacji lądowych z morza. Ostatnią próbą zastąpienia w służbie dwóch pozostałych pancerników jest projekt niszczycieli typu Zumwalt znanych pod oznaczeniem DD(X) lub DDG-1000 (w odniesieniu do numerów taktycznych jednostek). Okręty te mają być wyposażone w dwie wieże artyleryjskie systemu AGS (Advanced Gun System – zaawansowany system artyleryjski) zdolne do wystrzeliwania specjalnie zaprojektowanej amunicji dalekiego zasięgu LRLAP (Long Range Land Attack Projectile – amunicja dalekiego zasięgu do atakowania celów lądowych) na dystansach do 60 mil morskich. Obecnie US Navy spodziewa się wprowadzenia wystarczającej liczby niszczycieli zdolnych skutecznie pełnić zadania wsparcia artyleryjskiego operacji lądowych z morza nie wcześniej niż w 2018 roku.

Niszczyciel DDG 1000 „Zumwalt” został opracowany przez marynarkę wojenną, aby stać się filarem przyszłej floty. DDG 1000 „Zumwalt” zapewni szeroki zakres możliwości działania, ważnych zarówno dla globalnej wojny z terroryzmem jak i dla bezpośredniej walki podczas pełnienia zadań bojowych. Zdolności bojowe „Zumwalt” umożliwiające pełnienie różnorodnych misji zaprojektowano w taki sposób, aby mógł on przeciwdziałać zagrożeniom nie tylko dnia dzisiejszego, ale także tym które pojawią się w następnym dziesięcioleciu.

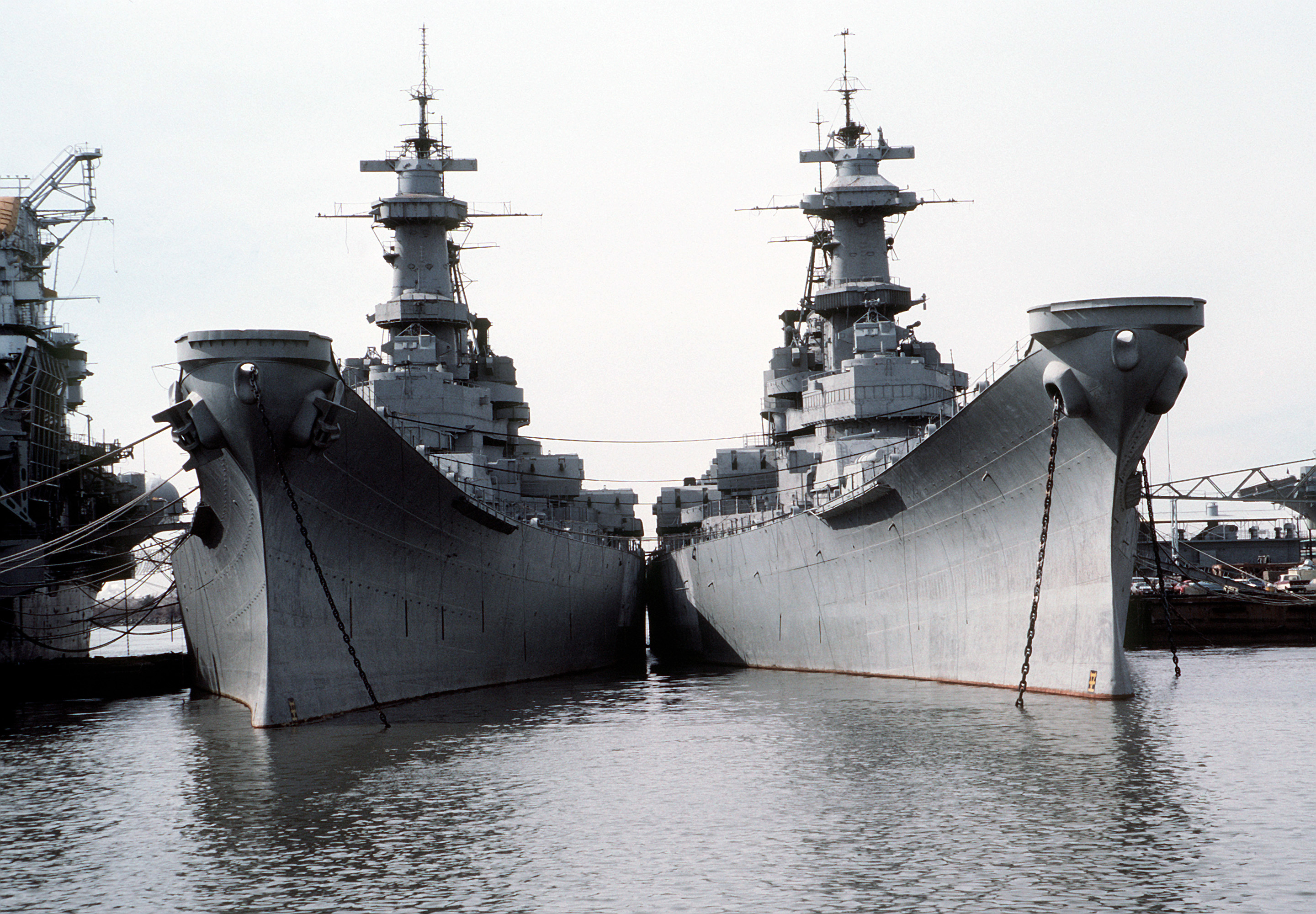
Pancerniki „Iowa” i „Wisconsin” zakonserwowane w ramach floty rezerwowej w stoczni w Filadelfii

17 marca 2006 Sekretarz Marynarki Wojennej Stanów Zjednoczonych wykorzystał swój autorytet do przeforsowania decyzji o skreśleniu pancerników „Iowa” i „Wisconsin” z Rejestru Okrętów Marynarki Wojennej, otwierając im tym samym drogę do przekazania na okręty-muzea. Zarówno US Navy jak i Korpus Piechoty Morskiej jednogłośnie oświadczyły, że nie będą potrzebować pancerników w żadnych przyszłych konfliktach wojennych i zwrócą swą uwagę w kierunku budowy i rozwoju nowej generacji niszczycieli typu Zumwalt.
Decyzja ta spowodowała protesty wielu środowisk zainteresowanych tematem, wśród których byli członkowie piechoty morskiej posiadający inne zdanie, niż oficjalne stanowisko korpusu, twierdzący, że pancerniki nadal stanowią znaczący środek wsparcia artyleryjskiego z morza, członkowie Kongresu Stanów Zjednoczonych obawiający się o stratę znaczącego środka wsparcia artyleryjskiego i wiele niezależnych takich jak United States Naval Fire Support Association (USNFSA) zrzeszające wielu byłych członków sił zbrojnych i pasjonatów pancerników. Chociaż argumenty prezentowane przez poszczególne grupy różnią się, to wszyscy są zgodni, że Stany Zjednoczone nie rozważyły potencjału reaktywowanych pancerników i ich wykorzystania w działaniach wojennych w przeciwieństwie do raportu Government Accountability Office z 1999 na temat wsparcia artyleryjskiego.
W odpowiedzi US Navy zaznaczyła, że koszt reaktywacji pancerników typu Iowa do stanu jednostek rezerwowych przekroczy 500 milionów dolarów nie licząc dodatkowych 110 milionów na wymianę ładunków prochowych dla artylerii kalibru 406 mm, ponieważ obecnie wykorzystywany uznano za niebezpieczny. Ponadto oszacowano, że reaktywacja okrętów zajmie od 20 do 40 miesięcy, powodując dodatkowe straty pieniędzy i nakładów pracy w stoczni.

Generalnie, komisja jest zatroskana faktem rezygnacji przez marynarkę wojenną ze wsparcia artyleryjskiego dalekiego zasięgu zapewnianego przez pancerniki i ustosunkowana umiarkowanie optymistycznie w odniesieniu do właśnie opracowywanych rozwiązań, które wydają się nierealistyczne do planowanego wsparcia sił ekspedycyjnych w najbliższym czasie. Komisja postrzega strategię US Navy w kwestii zapewnienia wsparcia artyleryjskiego z morza jako 'bardzo ryzykowną' i w związku z tym będzie monitorować jej rozwój.

Reaktywacja pancerników wymagałaby daleko posuniętej modernizacji jednostek. Jako priorytetową oceniono konieczność wyposażenia okrętów w nowe systemy dowodzenia i kontroli, komunikacji, komputery i urządzenia rozpoznawcze. Ponadto konieczna byłaby wymiana urządzeń na przyjazne dla środowiska (zwłaszcza tych wykorzystujących substancje niszczące warstwę ozonową), urządzeń do utylizacji odpadów z tworzyw sztucznych, filtrowania ścieków, instalacji przeciwpożarowych i przebudowy pomieszczeń okrętu dla potrzeb żeńskiej załogi. Konieczne byłoby zainstalowanie nowych zestawów radarowych przeszukujących przestrzeń powietrzną i powierzchnię morza, oraz systemów samoobrony. Biuro zarządzania projektem modernizacji określiło ponadto wiele warunków, które mocno zniechęciły marynarkę wojenną do reaktywacji i modernizacji pancerników, między innymi bardzo wyśrubowane wymagania dotyczące umiejętności załogi. Wskazano również na wiek układu napędowego jednostek oraz fakt, że zaprzestano utrzymywania możliwości produkcyjnych systemów artylerii 406 mm.
Chociaż US Navy mocno wierzy w możliwości nowych niszczycieli typu DD(X), członkowie Kongresu pozostają sceptyczni w kwestii efektywności nowych okrętów w porównaniu do pancerników. W rezultacie, za sprawą Izby Reprezentantów, zdecydowano pozostawić pancerniki w stanie gotowości do momentu ich ewentualnego powtórnego użycia. Kongres zdecydował, że należy podjąć następujące środki w celu umożliwienia pancernikom „Iowa” i „Wisconsin” powrót do aktywnej służby w razie potrzeby:
1. „Iowa” i „Wisconsin” nie mogą być zmieniane w żaden sposób, który mógłby osłabić ich zdolności bojowe;
2. Pancerniki muszą być zakonserwowane w swoim obecnym stanie poprzez ciągłą pracę systemów elektrochemicznej ochrony katodowej i odwilgacania, a także z wykorzystaniem innych metod jeśli są konieczne.
3. Zapasowe części do unikatowego wyposażenia takiego jak lufy artylerii 406 mm oraz pociski do nich w wystarczającej dla zaopatrzenia pancerników „Iowa” i „Wisconsin” ilości muszą zostać zapewnione w przypadku ich reaktywacji.
4. Marynarka Wojenna Stanów Zjednoczonych musi przygotować plany szybkiej reaktywacji pancerników „Iowa” i „Wisconsin” i przywrócenia ich do służby w przypadku zagrożenia kraju[72]. Powyższe cztery warunki są prawie identyczne, jak trzy poprzednie zapisane w Nation Defense Authorization Act z 1996 roku, na mocy którego pancerniki „Iowa” i „Wisconsin” pozostawały na stanie floty rezerwowej[36][73]. Prawdopodobnie spełnienie powyższych punktów znacząco utrudni realizację planów wycofania pancerników „Iowa” i „Wisconsin” i zamiany jednostek w okręty-muzea.

## Pancerniki typuIowaw kulturze masowej
Pancerniki typu Iowa znacząco odcisnęły się w kulturze amerykańskiej.
- Na liście „najgroźniejszych okrętów w historii wojen morskich” przedstawionej w programie Discovery Channel pancerniki typu Iowa zostały sklasyfikowane na pierwszym miejscu[10].
- Okręt Iowa stał się kanwą książki A Glimpse of Hell: The Explosion on the U. S. S. Iowa & Its Cover-Up [74] opowiadającej prawdziwą historię wybuchu w wieży artyleryjskiej numer 2, który zabił 47 marynarzy. Na podstawie książki w 2001 nakręcono film Przedsionek piekła w reżyserii Mikaela Salomona i z Jamesem Caanem w roli głównej[75].
- Pancernik „Missouri” został wykorzystany w filmie MacArthur z 1977 z Gregorym Peckiem w roli tytułowej, a w 1983 w miniserialu Wichry wojny z Ralphem Bellamy i Robertem Mitchumem w rolach głównych.
- Amerykańska piosenkarka Cher nagrała wideoklip do utworu If I Could Turn Back Time na pokładzie pancernika „Missouri”.
- Akcja nakręconego w 1992 roku filmu Liberator (Under Siege) ze Stevenem Seagalem również dzieje się na „Missouri”, chociaż w rzeczywistości zdjęcia kręcono na pokładzie innego pancernika USS „Alabama”.
- Pancernik „Wisconsin” był często prezentowany w relacjach telewizyjnych z działań wojennych w Zatoce Perskiej w 1991 roku, wsławiając się jako pierwszy okręt, któremu poddały się wojska lądowe. Podczas filmowania przez bezzałogowy aparat latający Pioneer rezultatów ostrzału pozycji piechoty przez „Missouri” zaobserwowano żołnierzy irackich machających białymi flagami w geście kapitulacji[52][76].
- Dwa niedokończone pancerniki USS „Illinois” i USS „Kentucky” pojawiły się w serii filmów anime pod tytułem Neon Genesis Evangelion. Oba okręty zniszczyły anioła Gaghiela oddając salwę z dział artylerii głównej.
- W filmie Battleship: Bitwa o Ziemię pancernik USS „Missouri” staje do finalnej konfrontacji z ostatnim z okrętów kosmitów niszcząc tym samym barierę sferyczną i umożliwiając atak lotniczy.